# Delegațiile Congresului Statelor Unite ale Americii din partea statului California
Această pagină este o listă a delegațiilor congresionale din statul California pentru Senatul respectiv pentru Camera Reprezentanților, ambele camere ale parlamentului bicameral al Statelor Unite ale Americii, numit Congresul Statelor Unite ale Americii . 

Statul California a intrat în Uniune la data de 9 septembrie 1850, ca cel de-al 31-lea stat al Statelor Unite ale Americii. Ca atare, delegații statului au participat la legislativul american, Congresul Statelor Unite ale Americii, doar începând cu cel de-al 31-lea Congres al Uniunii (1849 - 1851).

## Senatul Statelor Unite–United States Senate
| Senatori Clasa 1               | Congress-ul al          | Senatori Clasa 3         |
| ------------------------------ | ----------------------- | ------------------------ |
| John C. Frémont (R)            | Al 31-lea (1849 – 1851) | William M. Gwin (D)      |
| John B. Weller (D)             | Al 32-lea (1851 – 1853) | William M. Gwin (D)      |
| John B. Weller (D)             | Al 33-lea (1853 – 1855) | William M. Gwin (D)      |
| John B. Weller (D)             | Al 34-lea (1855 – 1857) | Vacant                   |
| John B. Weller (D)             | Al 34-lea (1855 – 1857) | William M. Gwin (D)      |
| David C. Broderick (D)         | Al 35-lea (1857 – 1859) |                          |
| Henry P. Haun (D)              | Al 35-lea (1857 – 1859) |                          |
| Milton S. Latham (D)           | Al 35-lea (1857 – 1859) |                          |
| Al 36-lea (1859 – 1861)        |                         |                          |
| Al 37-lea (1861 – 1863)        | James A. McDougall (D)  |                          |
| John Conness (R)               | James A. McDougall (D)  | Al 38-lea (1863 – 1865)  |
| John Conness (R)               | James A. McDougall (D)  | Al 39-lea (1865 – 1867)  |
| John Conness (R)               | Al 40-lea (1867 – 1869) | Cornelius Cole (R)       |
| Eugene Casserly (D)            | Al 41-lea (1869 – 1871) | Cornelius Cole (R)       |
| Eugene Casserly (D)            | Al 42-lea (1871 – 1873) | Cornelius Cole (R)       |
| Eugene Casserly (D)            | Al 43rd (1873 – 1875)   | Aaron A. Sargent (R)     |
| John S. Hager (D)              | Al 43rd (1873 – 1875)   | Aaron A. Sargent (R)     |
| Newton Booth (Anti-Monopolist) | Al 44-lea (1875 – 1877) | Aaron A. Sargent (R)     |
| Newton Booth (Anti-Monopolist) | Al 45-lea (1877 – 1879) | Aaron A. Sargent (R)     |
| Newton Booth (Anti-Monopolist) | Al 46-lea (1879 – 1881) | James T. Farley (D)      |
| John Franklin Miller (R)       | Al 47-lea (1881 – 1883) | James T. Farley (D)      |
| John Franklin Miller (R)       | Al 48-lea (1883 – 1885) | James T. Farley (D)      |
| John Franklin Miller (R)       | Al 49-lea (1885 – 1887) | Leland Stanford (R)      |
| George Hearst (D)              | Al 49-lea (1885 – 1887) | Leland Stanford (R)      |
| Abram P. Williams (R)          | Al 49-lea (1885 – 1887) | Leland Stanford (R)      |
| George Hearst (D)              | Al 50-lea (1887 – 1889) | Leland Stanford (R)      |
| George Hearst (D)              | Al 51st (1889 – 1891)   | Leland Stanford (R)      |
| Charles N. Felton (R)          | Al 52-lea (1891 – 1893) | Leland Stanford (R)      |
| Stephen M. White (D)           | Al 53rd (1893 – 1895)   | Leland Stanford (R)      |
| Stephen M. White (D)           | Al 53rd (1893 – 1895)   | George C. Perkins (R)    |
| Stephen M. White (D)           | Al 54-lea (1895 – 1897) |                          |
| Stephen M. White (D)           | Al 55-lea (1897 – 1899) |                          |
| Thomas R. Bard (R)             | Al 56-lea (1899 – 1901) |                          |
| Thomas R. Bard (R)             | Al 57-lea (1901 – 1903) |                          |
| Thomas R. Bard (R)             | Al 58-lea (1903 – 1905) |                          |
| Frank P. Flint (R)             | Al 59-lea (1905 – 1907) |                          |
| Frank P. Flint (R)             | Al 60-lea (1907 – 1909) |                          |
| Frank P. Flint (R)             | Al 61-lea (1909 – 1911) |                          |
| John D. Works (R)              | Al 62-lea (1911 – 1913) |                          |
| John D. Works (R)              | Al 63-lea (1913 – 1915) |                          |
| John D. Works (R)              | Al 64-lea (1915 – 1917) | James D. Phelan (D)      |
| Hiram Johnson (R)              | 65th (1917–1919)        | James D. Phelan (D)      |
| Hiram Johnson (R)              | 66th (1919–1921)        | James D. Phelan (D)      |
| Hiram Johnson (R)              | 67th (1921–1923)        | Samuel M. Shortridge (R) |
| Hiram Johnson (R)              | 68th (1923–1925)        | Samuel M. Shortridge (R) |
| Hiram Johnson (R)              | 69th (1925–1927)        | Samuel M. Shortridge (R) |
| Hiram Johnson (R)              | 70th (1927–1929)        | Samuel M. Shortridge (R) |
| Hiram Johnson (R)              | 71st (1929–1931)        | Samuel M. Shortridge (R) |
| Hiram Johnson (R)              | 72nd (1931–1933)        | Samuel M. Shortridge (R) |
| Hiram Johnson (R)              | 73rd (1933–1935)        | William Gibbs McAdoo (D) |
| Hiram Johnson (R)              | 74th (1935–1937)        | William Gibbs McAdoo (D) |
| Hiram Johnson (R)              | 75th (1937–1939)        | William Gibbs McAdoo (D) |
| Hiram Johnson (R)              | Thomas M. Storke (D)    |                          |
| Hiram Johnson (R)              | 76th (1939–1941)        | Sheridan Downey (D)      |
| Hiram Johnson (R)              | 77th (1941–1943)        | Sheridan Downey (D)      |
| Hiram Johnson (R)              | 78th (1943–1945)        | Sheridan Downey (D)      |
| Hiram Johnson (R)              | 79th (1945–1947)        | Sheridan Downey (D)      |
| William F. Knowland (R)        |                         | Sheridan Downey (D)      |
| 80th (1947–1949)               |                         | Sheridan Downey (D)      |
| 81st (1949–1951)               |                         | Sheridan Downey (D)      |
| Richard Nixon (R)              |                         |                          |
| 82nd (1951–1953)               |                         |                          |
| Thomas H. Kuchel (R)           |                         |                          |
| 83rd (1953–1955)               |                         |                          |
| 84th (1955–1957)               |                         |                          |
| 85th (1957–1959)               |                         |                          |
| Clair Engle (D)                | 86th (1959–1961)        |                          |
| Clair Engle (D)                | 87th (1961–1963)        |                          |
| Clair Engle (D)                | 88th (1963–1965)        |                          |
| Pierre Salinger (D)            |                         |                          |
| George Lloyd Murphy (R)        |                         |                          |
| 89th (1965–1967)               |                         |                          |
| 90th (1967–1969)               |                         |                          |
| 91st (1969–1971)               | Alan Cranston (D)       |                          |
| 91st (1969–1971)               | Alan Cranston (D)       | John V. Tunney (D)       |
| 92nd (1971–1973)               | Alan Cranston (D)       |                          |
| 93rd (1973–1975)               | Alan Cranston (D)       |                          |
| 94th (1975–1977)               | Alan Cranston (D)       |                          |
| S. I. Hayakawa (R)             | Alan Cranston (D)       | 95th (1977–1979)         |
| S. I. Hayakawa (R)             | Alan Cranston (D)       | 96th (1979–1981)         |
| S. I. Hayakawa (R)             | Alan Cranston (D)       | 97th (1981–1983)         |
| Pete Wilson (R)                | Alan Cranston (D)       | 98th (1983–1985)         |
| Pete Wilson (R)                | Alan Cranston (D)       | 99th (1985–1987)         |
| Pete Wilson (R)                | Alan Cranston (D)       | 100th (1987–1989)        |
| Pete Wilson (R)                | Alan Cranston (D)       | 101st (1989–1991)        |
| Pete Wilson (R)                | Alan Cranston (D)       | 102nd (1991–1993)        |
| John Seymour (R)               | Alan Cranston (D)       |                          |
| Dianne Feinstein (D)           | Alan Cranston (D)       |                          |
| 103rd (1993–1995)              | Barbara Boxer (D)       |                          |
| 104th (1995–1997)              | Barbara Boxer (D)       |                          |
| 105th (1997–1999)              | Barbara Boxer (D)       |                          |
| 106th (1999–2001)              | Barbara Boxer (D)       |                          |
| 107th (2001–2003)              | Barbara Boxer (D)       |                          |
| 108th (2003–2005)              | Barbara Boxer (D)       |                          |
| 109th (2005–2007)              | Barbara Boxer (D)       |                          |
| 110th (2007–2009)              | Barbara Boxer (D)       |                          |
| al 111-lea (2009 – 2011)       | Barbara Boxer (D)       |                          |
| al 112-lea (2011 – 2013)       | Barbara Boxer (D)       |                          |
| al 113-lea (2013 – 2015)       | Barbara Boxer (D)       |                          |

### Schimbări în mijlocul mandatului
| Congress-ul al xyz | Senator                                                                        | Motiv pentru crearea unui loc vacant                                                                           | Succesorul numit                                                               | Data numirii                                                                   | Succesorul ales     | Data alegerii     |
| ------------------ | ------------------------------------------------------------------------------ | --- | ------------------------------------------------------------------------------ | ------------------------------------------------------------------------------ | ------------------- | ----------------- |
| 32nd               | Seat was vacant from 4 martie 1851 due to failure of the legislature to elect. | Seat was vacant from 4 martie 1851 due to failure of the legislature to elect.                                 | Seat was vacant from 4 martie 1851 due to failure of the legislature to elect. | Seat was vacant from 4 martie 1851 due to failure of the legislature to elect. | John B. Weller      | 30 ianuarie 1852  |
| 34th               | Seat was vacant from 4 martie 1855 due to failure of the legislature to elect. | Seat was vacant from 4 martie 1855 due to failure of the legislature to elect.                                 | Seat was vacant from 4 martie 1855 due to failure of the legislature to elect. | Seat was vacant from 4 martie 1855 due to failure of the legislature to elect. | William M. Gwin     | 13 ianuarie 1857  |
| 35th               | David C. Broderick                                                             | Died 16 septembrie 1859, mortally wounded in a duel with the chief justice of the supreme court of California. | Henry P. Haun                                                                  | 3 noiembrie 1859                                                               | Milton S. Latham    | 5 martie 1860     |
| 43rd               | Eugene Casserly                                                                | Resigned 29 noiembrie 1873.                                                                                    | none                                                                           | none                                                                           | John S. Hager       | 23 decembrie 1873 |
| 49th               | John Franklin Miller                                                           | Died 8 martie 1886.                                                                                            | George Hearst                                                                  | 23 martie 1886                                                                 | Abram P. Williams   | 4 august 1886     |
| 51st, 52nd         | George Hearst                                                                  | Died 28 februarie 1891.                                                                                        | none                                                                           | none                                                                           | Charles N. Felton   | 19 martie 1891    |
| 53rd               | Leland Stanford                                                                | Died 21 iunie 1893.                                                                                            | George C. Perkins                                                              | 26 iulie 1893                                                                  | George C. Perkins   |                   |
| 56th               | Seat was vacant from 4 martie 1899 due to failure of the legislature to elect. | Seat was vacant from 4 martie 1899 due to failure of the legislature to elect.                                 | Seat was vacant from 4 martie 1899 due to failure of the legislature to elect. | Seat was vacant from 4 martie 1899 due to failure of the legislature to elect. | Thomas R. Bard      | 7 februarie 1900  |
| 75th               | William Gibbs McAdoo                                                           | Resigned 8 noiembrie 1938.                                                                                     | Thomas M. Storke                                                               | 9 noiembrie 1938                                                               | none                | none              |
| 79th               | Hiram Johnson                                                                  | Died 6 august 1945.                                                                                            | William F. Knowland                                                            | 26 august 1945                                                                 | William F. Knowland | General election  |
| 81st               | Sheridan Downey                                                                | Resigned 30 noiembrie 1950 due to ill health.                                                                  | Richard Nixon                                                                  | 1 decembrie 1950                                                               | Richard Nixon       | General election  |
| 82nd               | Richard Nixon                                                                  | Resigned 1 ianuarie 1953 to be Vice President of the United States.                                            | Thomas H. Kuchel                                                               | 2 ianuarie 1953                                                                | Thomas H. Kuchel    | General election  |
| 88th               | Clair Engle                                                                    | Died 30 iulie 1964.                                                                                            | Pierre Salinger                                                                | 4 august 1964                                                                  | none                | none              |
| 88th               | Pierre Salinger                                                                | Resigned 31 decembrie 1964.                                                                                    | George Lloyd Murphy                                                            | 1 ianuarie 1965                                                                | George Lloyd Murphy | General election  |
| 91st               | George Lloyd Murphy                                                            | Resigned 2 ianuarie 1971. Tunney had been elected to the next term and took office a day early.                | John V. Tunney                                                                 | 2 ianuarie 1971                                                                | John V. Tunney      | General election  |
| 94th               | John V. Tunney                                                                 | Resigned 1 ianuarie 1977. Hayakawa had been elected to the next term and took office a day early.              | S.I. Hayakawa                                                                  | 2 ianuarie 1977                                                                | S.I. Hayakawa       | General election  |
| 102nd              | Pete Wilson                                                                    | Resigned 7 ianuarie 1991 to be governor of California.                                                         | John F. Seymour                                                                | 10 ianuarie 1991                                                               | Dianne Feinstein    | 10 noiembrie 1992 |

## United States House of Representatives

### 1849 - 1865 (2 apoi 3 locuri (at-large)
| Congress         | Elected at-large statewide on a General ticket | Elected at-large statewide on a General ticket | Elected at-large statewide on a General ticket |
| Congress         | 1st seat                                       | 2nd seat                                       | 3rd seat                                       |
| ---------------- | ---------------------------------------------- | ---------------------------------------------- | ---------------------------------------------- |
| 31st (1849–1851) | George Washington Wright (Ind)                 | Edward Gilbert (D)                             |                                                |
| 32nd (1851–1853) | Edward C. Marshall (D)                         | Joseph W. McCorkle (D)                         |                                                |
| 33rd (1853–1855) | Milton S. Latham (D)                           | James A. McDougall (D)                         |                                                |
| 34th (1855–1857) | James W. Denver (D)                            | Philemon T. Herbert (D)                        |                                                |
| 35th (1857–1859) | Joseph C. McKibbin (D)                         | Charles L. Scott (D)                           |                                                |
| 36th (1859–1861) | John C. Burch (D)                              | Charles L. Scott (D)                           |                                                |
| 37th (1861–1863) | Timothy Guy Phelps (R)                         | Aaron A. Sargent (R)                           | Frederick F. Low (R)                           |
| 38th (1863–1865) | Cornelius Cole (Union R)                       | William Higby (R)                              | Thomas B. Shannon (R)                          |

### 1865 - 1873: 3 seats
| Congress         | Congress         | District                | District             | District             |
| Congress         | Congress         | 1st                     | 2nd                  | 3rd                  |
| ---------------- | ---------------- | ----------------------- | -------------------- | -------------------- |
| 39th (1865–1867) | 39th (1865–1867) | Donald C. McRuer (R)    | William Higby (R)    | John Bidwell (R)     |
| 40th (1867–1869) | 40th (1867–1869) | Samuel B. Axtell (D)    | William Higby (R)    | James A. Johnson (D) |
| 41st (1869–1871) | 41st (1869–1871) | Samuel B. Axtell (D)    | Aaron A. Sargent (R) | James A. Johnson (D) |
| 42nd (1871–1873) | 42nd (1871–1873) | Sherman O. Houghton (R) | Aaron A. Sargent (R) | John M. Coghlan (R)  |

### 1873 - 1883: 4 seats
| Congress         | Congress               | District                 | District           | District              | District                |
| Congress         | Congress               | 1st                      | 2nd                | 3rd                   | 4th                     |
| ---------------- | ---------------------- | ------------------------ | ------------------ | --------------------- | ----------------------- |
| 43rd (1873–1875) | 43rd (1873–1875)       | Charles Clayton (R)      | Horace F. Page (R) | John K. Luttrell (D)  | Sherman O. Houghton (R) |
| 44th (1875–1877) | 44th (1875–1877)       | William Adam Piper (D)   | Horace F. Page (R) | John K. Luttrell (D)  | Peter D. Wigginton (D)  |
| 45th (1877–1879) |                        | Horace Davis (R)         | Horace F. Page (R) | John K. Luttrell (D)  | Romualdo Pacheco (R)    |
| 45th (1877–1879) | Peter D. Wigginton (D) | Horace Davis (R)         | Horace F. Page (R) | John K. Luttrell (D)  |                         |
| 46th (1879–1881) | 46th (1879–1881)       | Horace Davis (R)         | Horace F. Page (R) | Campbell P. Berry (D) | Romualdo Pacheco (R)    |
| 47th (1881–1883) | 47th (1881–1883)       | William S. Rosecrans (D) | Horace F. Page (R) | Campbell P. Berry (D) | Romualdo Pacheco (R)    |

### 1883 - 1893: 6 seats
| Congress         | Congress              | District                   | District             | District           | District              | At-large seats        | At-large seats        |
| Congress         | Congress              | 1st                        | 2nd                  | 3rd                | 4th                   | 1st seat              | 2nd seat              |
| ---------------- | --------------------- | -------------------------- | -------------------- | ------------------ | --------------------- | --------------------- | --------------------- |
| 48th (1883–1885) | 48th (1883–1885)      | William S. Rosecrans (D)   | James H. Budd (D)    | Barclay Henley (D) | Pleasant B. Tully (D) | John R. Glascock (D)  | Charles A. Sumner (D) |
| 49th (1885–1887) | 49th (1885–1887)      | District                   | District             | District           | District              | District              | District              |
| 49th (1885–1887) | 49th (1885–1887)      | Barclay Henley (D)         | James A. Louttit (R) | Joseph McKenna (R) | William W. Morrow (R) | 5th                   | 6th                   |
| 49th (1885–1887) | 49th (1885–1887)      | Barclay Henley (D)         | James A. Louttit (R) | Joseph McKenna (R) | William W. Morrow (R) | Charles N. Felton (R) | Henry H. Markham (R)  |
| 50th (1887–1889) | 50th (1887–1889)      | Thomas Larkin Thompson (D) | Marion Biggs (D)     | Joseph McKenna (R) | William W. Morrow (R) | Charles N. Felton (R) | William Vandever (R)  |
| 51st (1889–1891) |                       | John J. De Haven (R)       | Marion Biggs (D)     | Joseph McKenna (R) | William W. Morrow (R) | Thomas J. Clunie (D)  | William Vandever (R)  |
| 51st (1889–1891) | Thomas J. Geary (D)   |                            | Marion Biggs (D)     | Joseph McKenna (R) | William W. Morrow (R) | Thomas J. Clunie (D)  | William Vandever (R)  |
| 52nd (1891–1893) |                       | Anthony Caminetti (D)      | John T. Cutting (R)  | Joseph McKenna (R) | Eugene F. Loud (R)    | William W. Bowers (R) |                       |
| 52nd (1891–1893) | Samuel G. Hilborn (R) | Anthony Caminetti (D)      | John T. Cutting (R)  |                    | Eugene F. Loud (R)    | William W. Bowers (R) |                       |

### 1893 - 1903: 7 seats
| Congress         | Congress              | District            | District              | District              | District             | District           | District                | District               |
| Congress         | Congress              | 1st                 | 2nd                   | 3rd                   | 4th                  | 5th                | 6th                     | 7th                    |
| ---------------- | --------------------- | ------------------- | --------------------- | --------------------- | -------------------- | ------------------ | ----------------------- | ---------------------- |
| 53rd (1893–1895) |                       | Thomas J. Geary (D) | Anthony Caminetti (D) | Samuel G. Hilborn (R) | James G. Maguire (D) | Eugene F. Loud (R) | Marion Cannon (Pop)     | William W. Bowers (R)  |
| 53rd (1893–1895) | Warren B. English (D) | Thomas J. Geary (D) | Anthony Caminetti (D) |                       | James G. Maguire (D) | Eugene F. Loud (R) | Marion Cannon (Pop)     | William W. Bowers (R)  |
| 54th (1895–1897) | 54th (1895–1897)      | John All Barham (R) | Grove L. Johnson (R)  | Samuel G. Hilborn (R) | James G. Maguire (D) | Eugene F. Loud (R) | James McLachlan (R)     | William W. Bowers (R)  |
| 55th (1897–1899) | 55th (1897–1899)      | John All Barham (R) | Marion De Vries (D)   | Samuel G. Hilborn (R) | James G. Maguire (D) | Eugene F. Loud (R) | Charles A. Barlow (Pop) | Curtis H. Castle (Pop) |
| 56th (1899–1901) |                       | John All Barham (R) | Marion De Vries (D)   | Victor H. Metcalf (R) | Julius Kahn (R)      | Eugene F. Loud (R) | Russell J. Waters (R)   | James C. Needham (R)   |
| 56th (1899–1901) | Samuel D. Woods (R)   | John All Barham (R) |                       | Victor H. Metcalf (R) | Julius Kahn (R)      | Eugene F. Loud (R) | Russell J. Waters (R)   | James C. Needham (R)   |
| 57th (1901–1903) | 57th (1901–1903)      | Frank L. Coombs (R) | James McLachlan (R)   | Victor H. Metcalf (R) | Julius Kahn (R)      | Eugene F. Loud (R) |                         | James C. Needham (R)   |

### 1903 - 1913: 8 seats
| Congress         | Congress                   | District             | District               | District           | District                                | District               | District             | District                | District              |
| Congress         | Congress                   | 1st                  | 2nd                    | 3rd                | 4th                                     | 5th                    | 6th                  | 7th                     | 8th                   |
| ---------------- | -------------------------- | -------------------- | ---------------------- | ------------------ | --------------------------------------- | ---------------------- | -------------------- | ----------------------- | --------------------- |
| 58th (1903–1905) |                            | James N. Gillett (R) | Theodore A. Bell (D)   | Victor Metcalf (R) | Edward J. Livernash (D and Union Labor) | William J. Wynn (D)    | James C. Needham (R) | James McLachlan (R)     | Milton J. Daniels (R) |
| 58th (1903–1905) | Joseph R. Knowland (R)     | James N. Gillett (R) | Theodore A. Bell (D)   |                    | Edward J. Livernash (D and Union Labor) | William J. Wynn (D)    | James C. Needham (R) | James McLachlan (R)     | Milton J. Daniels (R) |
| 59th (1905–1907) |                            | James N. Gillett (R) | Duncan E. McKinlay (R) | Julius Kahn (R)    | Everis A. Hayes (R)                     | Sylvester C. Smith (R) | James C. Needham (R) | James McLachlan (R)     |                       |
| 59th (1905–1907) | William F. Englebright (R) |                      | Duncan E. McKinlay (R) | Julius Kahn (R)    | Everis A. Hayes (R)                     | Sylvester C. Smith (R) | James C. Needham (R) | James McLachlan (R)     |                       |
| 60th (1907–1909) |                            |                      | Duncan E. McKinlay (R) | Julius Kahn (R)    | Everis A. Hayes (R)                     | Sylvester C. Smith (R) | James C. Needham (R) | James McLachlan (R)     |                       |
| 61st (1909–1911) |                            |                      | Duncan E. McKinlay (R) | Julius Kahn (R)    | Everis A. Hayes (R)                     | Sylvester C. Smith (R) | James C. Needham (R) | James McLachlan (R)     |                       |
| 62nd (1911–1913) | 62nd (1911–1913)           | John E. Raker (D)    | William Kent (Prog. R) | Julius Kahn (R)    | Everis A. Hayes (R)                     | Sylvester C. Smith (R) | James C. Needham (R) | William D. Stephens (R) |                       |

### 1913 - 1933: 11 seats
| Congress         | Congress               | District            | District                 | District                  | District             | District                 | District                 | District             | District            | District                  | District                   |                     | District         | Congress         | Congress |
| Congress         | Congress               | 1st                 | 2nd                      | 3rd                       | 4th                  | 5th                      | 6th                      | 7th                  | 8th                 | 9th                       | 10th                       | 11th                |                  | Congress         | Congress |
| ---------------- | ---------------------- | ------------------- | ------------------------ | ------------------------- | -------------------- | ------------------------ | ------------------------ | -------------------- | ------------------- | ------------------------- | -------------------------- | ------------------- | ---------------- | ---------------- | -------- |
| 63rd (1913–1915) | 63rd (1913–1915)       | William Kent (Ind)  | John E. Raker (D)        | Charles F. Curry (R)      | Julius Kahn (R)      | John I. Nolan (R)        | Joseph R. Knowland (R)   | Denver S. Church (D) | Everis A. Hayes (R) | Charles W. Bell (Prog R)  | William D. Stephens (R)    | William Kettner (D) | 63rd (1913–1915) | 63rd (1913–1915) |          |
| 64th (1915–1917) |                        | William Kent (Ind)  | John E. Raker (D)        | Charles F. Curry (R)      | Julius Kahn (R)      | John I. Nolan (R)        | John A. Elston (Prog)    | Denver S. Church (D) | Everis A. Hayes (R) | Charles H. Randall (Proh) | William D. Stephens (Prog) | William Kettner (D) |                  | 64th (1915–1917) |          |
| 64th (1915–1917) | Henry S. Benedict (R)  | William Kent (Ind)  | John E. Raker (D)        | Charles F. Curry (R)      | Julius Kahn (R)      | John I. Nolan (R)        | John A. Elston (Prog)    | Denver S. Church (D) | Everis A. Hayes (R) | Charles H. Randall (Proh) |                            | William Kettner (D) |                  | 64th (1915–1917) |          |
| 65th (1917–1919) | 65th (1917–1919)       | Clarence F. Lea (D) | John E. Raker (D)        | Charles F. Curry (R)      | Julius Kahn (R)      | John I. Nolan (R)        | John A. Elston (Prog)    | Denver S. Church (D) | Everis A. Hayes (R) | Charles H. Randall (Proh) | Henry Z. Osborne (R)       | William Kettner (D) | 65th (1917–1919) | 65th (1917–1919) |          |
| 66th (1919–1921) | 66th (1919–1921)       | Clarence F. Lea (D) | John E. Raker (D)        | Charles F. Curry (R)      | Julius Kahn (R)      | John I. Nolan (R)        | John A. Elston (Prog)    | Henry E. Barbour (R) | Hugh S. Hersman (D) | Charles H. Randall (Proh) | Henry Z. Osborne (R)       | William Kettner (D) | 66th (1919–1921) | 66th (1919–1921) |          |
| 67th (1921–1923) |                        | Clarence F. Lea (D) | John E. Raker (D)        | Charles F. Curry (R)      | Julius Kahn (R)      | John I. Nolan (R)        | John A. Elston (Prog)    | Henry E. Barbour (R) | Arthur M. Free (R)  | Walter F. Lineberger (R)  | Henry Z. Osborne (R)       | Phil Swing (R)      |                  | 67th (1921–1923) |          |
| 67th (1921–1923) |                        | Clarence F. Lea (D) | John E. Raker (D)        | Charles F. Curry (R)      | Julius Kahn (R)      | Mae E. Nolan (R)         | James H. MacLafferty (R) | Henry E. Barbour (R) | Arthur M. Free (R)  | Walter F. Lineberger (R)  | Henry Z. Osborne (R)       | Phil Swing (R)      |                  | 67th (1921–1923) |          |
| 68th (1923–1925) |                        | Clarence F. Lea (D) | John E. Raker (D)        | Charles F. Curry (R)      | Julius Kahn (R)      | Mae E. Nolan (R)         | James H. MacLafferty (R) | Henry E. Barbour (R) | Arthur M. Free (R)  | Walter F. Lineberger (R)  | Henry Z. Osborne (R)       | Phil Swing (R)      |                  | 68th (1923–1925) |          |
| 68th (1923–1925) | John D. Fredericks (R) | Clarence F. Lea (D) | John E. Raker (D)        | Charles F. Curry (R)      | Julius Kahn (R)      | Mae E. Nolan (R)         | James H. MacLafferty (R) | Henry E. Barbour (R) | Arthur M. Free (R)  | Walter F. Lineberger (R)  |                            | Phil Swing (R)      |                  | 68th (1923–1925) |          |
| 69th (1925–1927) |                        | Clarence F. Lea (D) | John E. Raker (D)        | Charles F. Curry (R)      | Florence P. Kahn (R) | Lawrence J. Flaherty (R) | Albert E. Carter (R)     | Henry E. Barbour (R) | Arthur M. Free (R)  | Walter F. Lineberger (R)  |                            | Phil Swing (R)      | 69th (1925–1927) |                  |          |
| 69th (1925–1927) |                        | Clarence F. Lea (D) | Harry L. Englebright (R) | Charles F. Curry (R)      | Florence P. Kahn (R) | Richard J. Welch (R)     | Albert E. Carter (R)     | Henry E. Barbour (R) | Arthur M. Free (R)  | Walter F. Lineberger (R)  |                            | Phil Swing (R)      | 69th (1925–1927) |                  |          |
| 70th (1927–1929) | 70th (1927–1929)       | Clarence F. Lea (D) | Harry L. Englebright (R) | Charles F. Curry (R)      | Florence P. Kahn (R) | Richard J. Welch (R)     | Albert E. Carter (R)     | Henry E. Barbour (R) | Arthur M. Free (R)  | William E. Evans (R)      | Joe Crail (R)              | Phil Swing (R)      | 70th (1927–1929) | 70th (1927–1929) |          |
| 71st (1929–1931) | 71st (1929–1931)       | Clarence F. Lea (D) | Harry L. Englebright (R) | Charles F. Curry (R)      | Florence P. Kahn (R) | Richard J. Welch (R)     | Albert E. Carter (R)     | Henry E. Barbour (R) | Arthur M. Free (R)  | William E. Evans (R)      | Joe Crail (R)              | Phil Swing (R)      | 71st (1929–1931) | 71st (1929–1931) |          |
| 72nd (1931–1933) | 72nd (1931–1933)       | Clarence F. Lea (D) | Harry L. Englebright (R) | Charles F. Curry, Jr. (R) | Florence P. Kahn (R) | Richard J. Welch (R)     | Albert E. Carter (R)     | Henry E. Barbour (R) | Arthur M. Free (R)  | William E. Evans (R)      | Joe Crail (R)              | Phil Swing (R)      | 72nd (1931–1933) | 72nd (1931–1933) |          |

### 1933 - 1943: 20 seats
| Congress         | Congress              | District            | District                 | District          | District                  | District             | District             | District           | District             | District                 | District              |                       | District            | District           | District           | District               | District               | District                 | District           | District              | District               | District |
| Congress         | Congress              | 1st                 | 2nd                      | 3rd               | 4th                       | 5th                  | 6th                  | 7th                | 8th                  | 9th                      | 10th                  | 11th                  | 12th                | 13th               | 14th               | 15th                   | 16th                   | 17th                     | 18th               | 19th                  | 20th                   |          |
| ---------------- | --------------------- | ------------------- | ------------------------ | ----------------- | ------------------------- | -------------------- | -------------------- | ------------------ | -------------------- | ------------------------ | --------------------- | --------------------- | ------------------- | ------------------ | ------------------ | ---------------------- | ---------------------- | ------------------------ | ------------------ | --------------------- | ---------------------- | -------- |
| 73rd (1933–1935) | 73rd (1933–1935)      | Clarence F. Lea (D) | Harry L. Englebright (R) | Frank H. Buck (D) | Florence P. Kahn (R)      | Richard J. Welch (R) | Albert E. Carter (R) | Ralph R. Eltse (R) | John J. McGrath (D)  | Denver S. Church (D)     | Henry E. Stubbs (D)   | William E. Evans (R)  | John H. Hoeppel (D) | Charles Kramer (D) | Thomas F. Ford (D) | William I. Traeger (R) | John F. Dockweiler (D) | Charles J. Colden (D)    | John H. Burke (D)  | Sam L. Collins (R)    | George Burnham (R)     |          |
| 74th (1935–1937) | 74th (1935–1937)      | Clarence F. Lea (D) | Harry L. Englebright (R) | Frank H. Buck (D) | Florence P. Kahn (R)      | Richard J. Welch (R) | Albert E. Carter (R) | John H. Tolan (D)  | John J. McGrath (D)  | Bertrand W. Gearhart (R) | Henry E. Stubbs (D)   | John S. McGroarty (D) | John H. Hoeppel (D) | Charles Kramer (D) | Thomas F. Ford (D) | John M. Costello (D)   | John F. Dockweiler (D) | Charles J. Colden (D)    | Byron N. Scott (D) | Sam L. Collins (R)    | George Burnham (R)     |          |
| 75th (1937–1939) |                       | Clarence F. Lea (D) | Harry L. Englebright (R) | Frank H. Buck (D) | Franck R. Havenner (Prog) | Richard J. Welch (R) | Albert E. Carter (R) | John H. Tolan (D)  | John J. McGrath (D)  | Bertrand W. Gearhart (R) | Henry E. Stubbs (D)   | John S. McGroarty (D) | Jerry Voorhis (D)   | Charles Kramer (D) | Thomas F. Ford (D) | John M. Costello (D)   | John F. Dockweiler (D) | Charles J. Colden (D)    | Byron N. Scott (D) | Harry R. Sheppard (D) | Edouard V. M. Izac (D) |          |
| 75th (1937–1939) | Alfred J. Elliott (D) | Clarence F. Lea (D) | Harry L. Englebright (R) | Frank H. Buck (D) | Franck R. Havenner (Prog) | Richard J. Welch (R) | Albert E. Carter (R) | John H. Tolan (D)  | John J. McGrath (D)  | Bertrand W. Gearhart (R) |                       | John S. McGroarty (D) | Jerry Voorhis (D)   | Charles Kramer (D) | Thomas F. Ford (D) | John M. Costello (D)   | John F. Dockweiler (D) | Charles J. Colden (D)    | Byron N. Scott (D) | Harry R. Sheppard (D) | Edouard V. M. Izac (D) |          |
| 76th (1939–1941) | 76th (1939–1941)      | Clarence F. Lea (D) | Harry L. Englebright (R) | Frank H. Buck (D) | Franck R. Havenner (Prog) | Richard J. Welch (R) | Albert E. Carter (R) | John H. Tolan (D)  | Jack Z. Anderson (R) | Bertrand W. Gearhart (R) | John Carl Hinshaw (R) | Leland M. Ford (R)    | Jerry Voorhis (D)   | Charles Kramer (D) | Thomas F. Ford (D) | John M. Costello (D)   | Lee E. Geyer (D)       | Thomas M. Eaton (R)      |                    | Harry R. Sheppard (D) | Edouard V. M. Izac (D) |          |
| 77th (1941–1943) |                       | Clarence F. Lea (D) | Harry L. Englebright (R) | Frank H. Buck (D) | Thomas Rolph (R)          | Richard J. Welch (R) | Albert E. Carter (R) | John H. Tolan (D)  | Jack Z. Anderson (R) | Bertrand W. Gearhart (R) | John Carl Hinshaw (R) | Leland M. Ford (R)    | Jerry Voorhis (D)   | Charles Kramer (D) | Thomas F. Ford (D) | John M. Costello (D)   | Lee E. Geyer (D)       | William Ward Johnson (R) |                    | Harry R. Sheppard (D) | Edouard V. M. Izac (D) |          |
| 77th (1941–1943) | Cecil R. King (D)     | Clarence F. Lea (D) | Harry L. Englebright (R) | Frank H. Buck (D) | Thomas Rolph (R)          | Richard J. Welch (R) | Albert E. Carter (R) | John H. Tolan (D)  | Jack Z. Anderson (R) | Bertrand W. Gearhart (R) | John Carl Hinshaw (R) | Leland M. Ford (R)    | Jerry Voorhis (D)   | Charles Kramer (D) | Thomas F. Ford (D) | John M. Costello (D)   |                        | William Ward Johnson (R) |                    | Harry R. Sheppard (D) | Edouard V. M. Izac (D) |          |

### 1943 - 1953: 23 seats
| 78th (1943–1945) |                     | Clarence F. Lea (D)   | Harry L. Englebright (R) | Justin L. Johnson (R) | Thomas Rolph (R)     | Richard J. Welch (R) | Albert E. Carter (R)   | John H. Tolan (D)       | Jack Z. Anderson (R) | Bertrand W. Gearhart (R) | Alfred J. Elliott (D) | George E. Outland (D) | Jerry Voorhis (D)     | C. Norris Poulson (R) | Thomas F. Ford (D)      | John M. Costello (D)   | Will Rogers, Jr. (D)  | Cecil R. King (D) | William Ward Johnson (R) | Chet Holifield (D) | John Carl Hinshaw (R) | Harry R. Sheppard (D) | John J. Phillips (R) | Edouard V. M. Izac (D) |
| 78th (1943–1945) | Clair Engle (D)     | Clarence F. Lea (D)   |                          | Justin L. Johnson (R) | Thomas Rolph (R)     | Richard J. Welch (R) | Albert E. Carter (R)   | John H. Tolan (D)       | Jack Z. Anderson (R) | Bertrand W. Gearhart (R) | Alfred J. Elliott (D) | George E. Outland (D) | Jerry Voorhis (D)     | C. Norris Poulson (R) | Thomas F. Ford (D)      | John M. Costello (D)   | Will Rogers, Jr. (D)  | Cecil R. King (D) | William Ward Johnson (R) | Chet Holifield (D) | John Carl Hinshaw (R) | Harry R. Sheppard (D) | John J. Phillips (R) | Edouard V. M. Izac (D) |
| 79th (1945–1947) | 79th (1945–1947)    | Clarence F. Lea (D)   | Franck R. Havenner (D)   | Justin L. Johnson (R) | George P. Miller (D) | Richard J. Welch (R) | Ned R. Healy (D)       | John H. Tolan (D)       | Jack Z. Anderson (R) | Bertrand W. Gearhart (R) | Alfred J. Elliott (D) | George E. Outland (D) | Jerry Voorhis (D)     | Helen G. Douglas (D)  | Gordon L. McDonough (R) | Ellis E. Patterson (D) | Clyde Doyle (D)       | Cecil R. King (D) |                          | Chet Holifield (D) | John Carl Hinshaw (R) | Harry R. Sheppard (D) | John J. Phillips (R) | Edouard V. M. Izac (D) |
| 80th (1947–1949) | 80th (1947–1949)    | Clarence F. Lea (D)   | Franck R. Havenner (D)   | Justin L. Johnson (R) | George P. Miller (D) | Richard J. Welch (R) | John J. Allen, Jr. (R) | Ernest K. Bramblett (R) | Jack Z. Anderson (R) | Bertrand W. Gearhart (R) | Alfred J. Elliott (D) | Richard Nixon (R)     | C. Norris Poulson (R) | Helen G. Douglas (D)  | Gordon L. McDonough (R) | Donald L. Jackson (R)  | Willis W. Bradley (R) | Cecil R. King (D) | Charles K. Fletcher (R)  | Chet Holifield (D) | John Carl Hinshaw (R) | Harry R. Sheppard (D) | John J. Phillips (R) |                        |
| 81st (1949–1951) |                     | Hubert B. Scudder (R) | Franck R. Havenner (D)   | Justin L. Johnson (R) | George P. Miller (D) | Richard J. Welch (R) | John J. Allen, Jr. (R) | Ernest K. Bramblett (R) | Jack Z. Anderson (R) | Cecil F. White (D)       | Thomas H. Werdel (R)  | Richard Nixon (R)     | C. Norris Poulson (R) | Helen G. Douglas (D)  | Gordon L. McDonough (R) | Donald L. Jackson (R)  | Clyde Doyle (D)       | Cecil R. King (D) | Clinton D. McKinnon (D)  | Chet Holifield (D) | John Carl Hinshaw (R) | Harry R. Sheppard (D) | John J. Phillips (R) |                        |
| 81st (1949–1951) | John F. Shelley (D) | Hubert B. Scudder (R) | Franck R. Havenner (D)   | Justin L. Johnson (R) | George P. Miller (D) |                      | John J. Allen, Jr. (R) | Ernest K. Bramblett (R) | Jack Z. Anderson (R) | Cecil F. White (D)       | Thomas H. Werdel (R)  | Richard Nixon (R)     | C. Norris Poulson (R) | Helen G. Douglas (D)  | Gordon L. McDonough (R) | Donald L. Jackson (R)  | Clyde Doyle (D)       | Cecil R. King (D) | Clinton D. McKinnon (D)  | Chet Holifield (D) | John Carl Hinshaw (R) | Harry R. Sheppard (D) | John J. Phillips (R) |                        |
| 82nd (1951–1953) | 82nd (1951–1953)    | Hubert B. Scudder (R) | Franck R. Havenner (D)   | Justin L. Johnson (R) | George P. Miller (D) | Allan O. Hunter (R)  | John J. Allen, Jr. (R) | Ernest K. Bramblett (R) | Jack Z. Anderson (R) | Patrick J. Hillings (R)  | Thomas H. Werdel (R)  | Samuel W. Yorty (D)   | C. Norris Poulson (R) |                       | Gordon L. McDonough (R) | Donald L. Jackson (R)  | Clyde Doyle (D)       | Cecil R. King (D) | Clinton D. McKinnon (D)  | Chet Holifield (D) | John Carl Hinshaw (R) | Harry R. Sheppard (D) | John J. Phillips (R) |                        |

### 1953 - 1963: 30 seats
| 83rd (1953–1955) |                         | Hubert B. Scudder (R)       | Clair Engle (D)       | John E. Moss (D) | William S. Mailliard (R) | John F. Shelley (D) | Robert Condon (D)        | John J. Allen, Jr. (R) | George P. Miller (D) | Jesse A. Younger (R) | Charles S. Gubser (R) | Justin L. Johnson (R) | Allan O. Hunter (R) | Ernest K. Bramblett (R) | Harlan Hagen (D) | Gordon L. McDonough (R) | Donald L. Jackson (R)     | Cecil R. King (D) | Craig Hosmer (R) | Chet Holifield (D) | John Carl Hinshaw (R) | Edgar W. Hiestand (R) | Joseph F. Holt (R)  | Clyde Doyle (D) | C. Norris Poulson (R) | Patrick J. Hillings (R) | Samuel W. Yorty (D)   | Harry R. Sheppard (D) | James B. Utt (R) | John J. Phillips (R) | Bob Wilson (R) |
| 83rd (1953–1955) | Glenard P. Lipscomb (R) | Hubert B. Scudder (R)       | Clair Engle (D)       | John E. Moss (D) | William S. Mailliard (R) | John F. Shelley (D) | Robert Condon (D)        | John J. Allen, Jr. (R) | George P. Miller (D) | Jesse A. Younger (R) | Charles S. Gubser (R) | Justin L. Johnson (R) | Allan O. Hunter (R) | Ernest K. Bramblett (R) | Harlan Hagen (D) | Gordon L. McDonough (R) | Donald L. Jackson (R)     | Cecil R. King (D) | Craig Hosmer (R) | Chet Holifield (D) | John Carl Hinshaw (R) | Edgar W. Hiestand (R) | Joseph F. Holt (R)  | Clyde Doyle (D) |                       | Patrick J. Hillings (R) | Samuel W. Yorty (D)   | Harry R. Sheppard (D) | James B. Utt (R) | John J. Phillips (R) | Bob Wilson (R) |
| 84th (1955–1957) | 84th (1955–1957)        | Hubert B. Scudder (R)       | Clair Engle (D)       | John E. Moss (D) | William S. Mailliard (R) | John F. Shelley (D) | John F. Baldwin, Jr. (R) | John J. Allen, Jr. (R) | George P. Miller (D) | Jesse A. Younger (R) | Charles S. Gubser (R) | Justin L. Johnson (R) | Bernice F. Sisk (D) | Charles M. Teague (R)   | Harlan Hagen (D) | Gordon L. McDonough (R) | Donald L. Jackson (R)     | Cecil R. King (D) | Craig Hosmer (R) | Chet Holifield (D) | John Carl Hinshaw (R) | Edgar W. Hiestand (R) | Joseph F. Holt (R)  | Clyde Doyle (D) | James Roosevelt (D)   | Patrick J. Hillings (R) |                       | Harry R. Sheppard (D) | James B. Utt (R) | John J. Phillips (R) | Bob Wilson (R) |
| 85th (1957–1959) | 85th (1957–1959)        | Hubert B. Scudder (R)       | Clair Engle (D)       | John E. Moss (D) | William S. Mailliard (R) | John F. Shelley (D) | John F. Baldwin, Jr. (R) | John J. Allen, Jr. (R) | George P. Miller (D) | Jesse A. Younger (R) | Charles S. Gubser (R) | John J. McFall (D)    | Bernice F. Sisk (D) | Charles M. Teague (R)   | Harlan Hagen (D) | Gordon L. McDonough (R) | Donald L. Jackson (R)     | Cecil R. King (D) | Craig Hosmer (R) | Chet Holifield (D) | H. Allen Smith (R)    | Edgar W. Hiestand (R) | Joseph F. Holt (R)  | Clyde Doyle (D) | James Roosevelt (D)   | Patrick J. Hillings (R) | Dalip Singh Saund (D) | Harry R. Sheppard (D) | James B. Utt (R) |                      | Bob Wilson (R) |
| 86th (1959–1961) | 86th (1959–1961)        | Clement Woodnutt Miller (D) | Harold T. Johnson (D) | John E. Moss (D) | William S. Mailliard (R) | John F. Shelley (D) | John F. Baldwin, Jr. (R) | Jeffery Cohelan (D)    | George P. Miller (D) | Jesse A. Younger (R) | Charles S. Gubser (R) | John J. McFall (D)    | Bernice F. Sisk (D) | Charles M. Teague (R)   | Harlan Hagen (D) | Gordon L. McDonough (R) | Donald L. Jackson (R)     | Cecil R. King (D) | Craig Hosmer (R) | Chet Holifield (D) | H. Allen Smith (R)    | Edgar W. Hiestand (R) | Joseph F. Holt (R)  | Clyde Doyle (D) | James Roosevelt (D)   | George A. Kasem (D)     | Dalip Singh Saund (D) | Harry R. Sheppard (D) | James B. Utt (R) |                      | Bob Wilson (R) |
| 87th (1961–1963) | 87th (1961–1963)        | Clement Woodnutt Miller (D) | Harold T. Johnson (D) | John E. Moss (D) | William S. Mailliard (R) | John F. Shelley (D) | John F. Baldwin, Jr. (R) | Jeffery Cohelan (D)    | George P. Miller (D) | Jesse A. Younger (R) | Charles S. Gubser (R) | John J. McFall (D)    | Bernice F. Sisk (D) | Charles M. Teague (R)   | Harlan Hagen (D) | Gordon L. McDonough (R) | Alphonzo E. Bell, Jr. (R) | Cecil R. King (D) | Craig Hosmer (R) | Chet Holifield (D) | H. Allen Smith (R)    | Edgar W. Hiestand (R) | James C. Corman (D) | Clyde Doyle (D) | James Roosevelt (D)   | John H. Rousselot (R)   | Dalip Singh Saund (D) | Harry R. Sheppard (D) | James B. Utt (R) |                      | Bob Wilson (R) |

### 1963 - 1973: 38 seats
| 88th (1963–1965) |                  | Don H. Clausen (R) | Harold T. Johnson (D) | John E. Moss (D) | Robert L. Leggett (D) | John F. Shelley (D) | William S. Mailliard (R) | Jeffery Cohelan (D)   | George P. Miller (D) | Don Edwards (D) | Charles S. Gubser (R) | Jesse A. Younger (R)       | Burt L. Talcott (R) | Charles M. Teague (R) | John F. Baldwin, Jr. (R) | John J. McFall (D) | Bernice F. Sisk (D) | Cecil R. King (D)     | Harlan Hagen (D)      | Chet Holifield (D) | H. Allen Smith (R) | Augustus F. Hawkins (D) | James C. Corman (D) | Clyde Doyle (D)    | Glenard P. Lipscomb (R) | Ronald B. Cameron (D)  | James Roosevelt (D) | Everett G. Burkhalter (D) | Alphonzo E. Bell, Jr. (R) | George Brown, Jr. (D)   | Edward R. Roybal (D) | Charles H. Wilson (D) | Craig Hosmer (R) | Harry R. Sheppard (D) | Richard T. Hanna (D) | James B. Utt (R)    | Bob Wilson (R) | Lionel Van Deerlin (D) | Patrick M. Martin (R) |
| 88th (1963–1965) |                  | Don H. Clausen (R) | Harold T. Johnson (D) | John E. Moss (D) | Robert L. Leggett (D) | Phillip Burton (D)  | William S. Mailliard (R) | Jeffery Cohelan (D)   | George P. Miller (D) | Don Edwards (D) | Charles S. Gubser (R) | Jesse A. Younger (R)       | Burt L. Talcott (R) | Charles M. Teague (R) | John F. Baldwin, Jr. (R) | John J. McFall (D) | Bernice F. Sisk (D) | Cecil R. King (D)     | Harlan Hagen (D)      | Chet Holifield (D) | H. Allen Smith (R) | Augustus F. Hawkins (D) | James C. Corman (D) | Del M. Clawson (R) | Glenard P. Lipscomb (R) | Ronald B. Cameron (D)  | James Roosevelt (D) | Everett G. Burkhalter (D) | Alphonzo E. Bell, Jr. (R) | George Brown, Jr. (D)   | Edward R. Roybal (D) | Charles H. Wilson (D) | Craig Hosmer (R) | Harry R. Sheppard (D) | Richard T. Hanna (D) | James B. Utt (R)    | Bob Wilson (R) | Lionel Van Deerlin (D) | Patrick M. Martin (R) |
| 89th (1965–1967) |                  | Don H. Clausen (R) | Harold T. Johnson (D) | John E. Moss (D) | Robert L. Leggett (D) | Phillip Burton (D)  | William S. Mailliard (R) | Jeffery Cohelan (D)   | George P. Miller (D) | Don Edwards (D) | Charles S. Gubser (R) | Jesse A. Younger (R)       | Burt L. Talcott (R) | Charles M. Teague (R) | John F. Baldwin, Jr. (R) | John J. McFall (D) | Bernice F. Sisk (D) | Cecil R. King (D)     | Harlan Hagen (D)      | Chet Holifield (D) | H. Allen Smith (R) | Augustus F. Hawkins (D) | James C. Corman (D) | Del M. Clawson (R) | Glenard P. Lipscomb (R) | Ronald B. Cameron (D)  | James Roosevelt (D) | Edwin Reinecke (R)        | Alphonzo E. Bell, Jr. (R) | George Brown, Jr. (D)   | Edward R. Roybal (D) | Charles H. Wilson (D) | Craig Hosmer (R) | Kenneth W. Dyal (D)   | Richard T. Hanna (D) | James B. Utt (R)    | Bob Wilson (R) | Lionel Van Deerlin (D) | John V. Tunney (D)    |
| 89th (1965–1967) |                  | Don H. Clausen (R) | Harold T. Johnson (D) | John E. Moss (D) | Robert L. Leggett (D) | Phillip Burton (D)  | William S. Mailliard (R) | Jeffery Cohelan (D)   | George P. Miller (D) | Don Edwards (D) | Charles S. Gubser (R) | Jesse A. Younger (R)       | Burt L. Talcott (R) | Charles M. Teague (R) | Jerome R. Waldie (D)     | John J. McFall (D) | Bernice F. Sisk (D) | Cecil R. King (D)     | Harlan Hagen (D)      | Chet Holifield (D) | H. Allen Smith (R) | Augustus F. Hawkins (D) | James C. Corman (D) | Del M. Clawson (R) | Glenard P. Lipscomb (R) | Ronald B. Cameron (D)  | Thomas M. Rees (D)  | Edwin Reinecke (R)        | Alphonzo E. Bell, Jr. (R) | George Brown, Jr. (D)   | Edward R. Roybal (D) | Charles H. Wilson (D) | Craig Hosmer (R) | Kenneth W. Dyal (D)   | Richard T. Hanna (D) | James B. Utt (R)    | Bob Wilson (R) | Lionel Van Deerlin (D) | John V. Tunney (D)    |
| 90th (1967–1969) |                  | Don H. Clausen (R) | Harold T. Johnson (D) | John E. Moss (D) | Robert L. Leggett (D) | Phillip Burton (D)  | William S. Mailliard (R) | Jeffery Cohelan (D)   | George P. Miller (D) | Don Edwards (D) | Charles S. Gubser (R) | Jesse A. Younger (R)       | Burt L. Talcott (R) | Charles M. Teague (R) | Jerome R. Waldie (D)     | John J. McFall (D) | Bernice F. Sisk (D) | Cecil R. King (D)     | Robert B. Mathias (R) | Chet Holifield (D) | H. Allen Smith (R) | Augustus F. Hawkins (D) | James C. Corman (D) | Del M. Clawson (R) | Glenard P. Lipscomb (R) | Charles E. Wiggins (R) | Thomas M. Rees (D)  | Edwin Reinecke (R)        | Alphonzo E. Bell, Jr. (R) | George Brown, Jr. (D)   | Edward R. Roybal (D) | Charles H. Wilson (D) | Craig Hosmer (R) | Jerry L. Pettis (R)   | Richard T. Hanna (D) | James B. Utt (R)    | Bob Wilson (R) | Lionel Van Deerlin (D) | John V. Tunney (D)    |
| 90th (1967–1969) |                  | Don H. Clausen (R) | Harold T. Johnson (D) | John E. Moss (D) | Robert L. Leggett (D) | Phillip Burton (D)  | William S. Mailliard (R) | Jeffery Cohelan (D)   | George P. Miller (D) | Don Edwards (D) | Charles S. Gubser (R) | Paul N. McCloskey, Jr. (R) | Burt L. Talcott (R) | Charles M. Teague (R) | Jerome R. Waldie (D)     | John J. McFall (D) | Bernice F. Sisk (D) | Cecil R. King (D)     | Robert B. Mathias (R) | Chet Holifield (D) | H. Allen Smith (R) | Augustus F. Hawkins (D) | James C. Corman (D) | Del M. Clawson (R) | Glenard P. Lipscomb (R) | Charles E. Wiggins (R) | Thomas M. Rees (D)  | Barry Goldwater, Jr. (R)  | Alphonzo E. Bell, Jr. (R) | George Brown, Jr. (D)   | Edward R. Roybal (D) | Charles H. Wilson (D) | Craig Hosmer (R) | Jerry L. Pettis (R)   | Richard T. Hanna (D) | James B. Utt (R)    | Bob Wilson (R) | Lionel Van Deerlin (D) | John V. Tunney (D)    |
| 91st (1969–1971) |                  | Don H. Clausen (R) | Harold T. Johnson (D) | John E. Moss (D) | Robert L. Leggett (D) | Phillip Burton (D)  | William S. Mailliard (R) | Jeffery Cohelan (D)   | George P. Miller (D) | Don Edwards (D) | Charles S. Gubser (R) | Paul N. McCloskey, Jr. (R) | Burt L. Talcott (R) | Charles M. Teague (R) | Jerome R. Waldie (D)     | John J. McFall (D) | Bernice F. Sisk (D) | Glenn M. Anderson (D) | Robert B. Mathias (R) | Chet Holifield (D) | H. Allen Smith (R) | Augustus F. Hawkins (D) | James C. Corman (D) | Del M. Clawson (R) | Glenard P. Lipscomb (R) | Charles E. Wiggins (R) | Thomas M. Rees (D)  | Barry Goldwater, Jr. (R)  | Alphonzo E. Bell, Jr. (R) | George Brown, Jr. (D)   | Edward R. Roybal (D) | Charles H. Wilson (D) | Craig Hosmer (R) | Jerry L. Pettis (R)   | Richard T. Hanna (D) | James B. Utt (R)    | Bob Wilson (R) | Lionel Van Deerlin (D) | John V. Tunney (D)    |
| 91st (1969–1971) |                  | Don H. Clausen (R) | Harold T. Johnson (D) | John E. Moss (D) | Robert L. Leggett (D) | Phillip Burton (D)  | William S. Mailliard (R) | Jeffery Cohelan (D)   | George P. Miller (D) | Don Edwards (D) | Charles S. Gubser (R) | Paul N. McCloskey, Jr. (R) | Burt L. Talcott (R) | Charles M. Teague (R) | Jerome R. Waldie (D)     | John J. McFall (D) | Bernice F. Sisk (D) | Glenn M. Anderson (D) | Robert B. Mathias (R) | Chet Holifield (D) | H. Allen Smith (R) | Augustus F. Hawkins (D) | James C. Corman (D) | Del M. Clawson (R) | John H. Rousselot (R)   | Charles E. Wiggins (R) | Thomas M. Rees (D)  | Barry Goldwater, Jr. (R)  | Alphonzo E. Bell, Jr. (R) | George Brown, Jr. (D)   | Edward R. Roybal (D) | Charles H. Wilson (D) | Craig Hosmer (R) | Jerry L. Pettis (R)   | Richard T. Hanna (D) | John G. Schmitz (R) | Bob Wilson (R) | Lionel Van Deerlin (D) | John V. Tunney (D)    |
| 92nd (1971–1973) | 92nd (1971–1973) | Don H. Clausen (R) | Harold T. Johnson (D) | John E. Moss (D) | Robert L. Leggett (D) | Phillip Burton (D)  | William S. Mailliard (R) | Ronald V. Dellums (D) | George P. Miller (D) | Don Edwards (D) | Charles S. Gubser (R) | Paul N. McCloskey, Jr. (R) | Burt L. Talcott (R) | Charles M. Teague (R) | Jerome R. Waldie (D)     | John J. McFall (D) | Bernice F. Sisk (D) | Glenn M. Anderson (D) | Robert B. Mathias (R) | Chet Holifield (D) | H. Allen Smith (R) | Augustus F. Hawkins (D) | James C. Corman (D) | Del M. Clawson (R) | John H. Rousselot (R)   | Charles E. Wiggins (R) | Thomas M. Rees (D)  | Barry Goldwater, Jr. (R)  | Alphonzo E. Bell, Jr. (R) | George E. Danielson (D) | Edward R. Roybal (D) | Charles H. Wilson (D) | Craig Hosmer (R) | Jerry L. Pettis (R)   | Richard T. Hanna (D) | John G. Schmitz (R) | Bob Wilson (R) | Lionel Van Deerlin (D) | Victor V. Veysey (R)  |

### 1973 - 1983: 43 seats
| 93rd (1973–1975) |                         | Don H. Clausen (R)    | Harold T. Johnson (D) | John E. Moss (D)     | Robert L. Leggett (D) | Phillip Burton (D) | William S. Mailliard (R) | Ronald V. Dellums (D) | Pete Stark (D)        | Don Edwards (D) | Charles S. Gubser (R) | Leo Ryan (D)         | Burt L. Talcott (R)        | Charles M. Teague (R)     | Jerome R. Waldie (D)  | John J. McFall (D) | Bernice F. Sisk (D) | Paul N. McCloskey, Jr. (R) | Robert B. Mathias (R)  | Chet Holifield (D)        | Carlos J. Moorhead (R)   | Augustus F. Hawkins (D) | James C. Corman (D)    | Del M. Clawson (R)       | John H. Rousselot (R) | Charles E. Wiggins (R) | Thomas M. Rees (D)    | Barry Goldwater, Jr. (R)  | Alphonzo E. Bell, Jr. (R) | George E. Danielson (D) | Edward R. Roybal (D)    | Charles H. Wilson (D) | Craig Hosmer (R)      | Jerry L. Pettis (R)  | Richard T. Hanna (D)  | Glenn M. Anderson (D) | William M. Ketchum (R) | Yvonne B. Burke (D)   | George Brown, Jr. (D)  | Andrew J. Hinshaw (R)  | Bob Wilson (R)            | Lionel Van Deerlin (D) | Clair W. Burgener (R)  | Victor Veysey (R)     |
| 93rd (1973–1975) |                         | Don H. Clausen (R)    | Harold T. Johnson (D) | John E. Moss (D)     | Robert L. Leggett (D) | Phillip Burton (D) | John L. Burton (D)       | Ronald V. Dellums (D) | Pete Stark (D)        | Don Edwards (D) | Charles S. Gubser (R) | Leo Ryan (D)         | Burt L. Talcott (R)        | Robert J. Lagomarsino (R) | Jerome R. Waldie (D)  | John J. McFall (D) | Bernice F. Sisk (D) | Paul N. McCloskey, Jr. (R) | Robert B. Mathias (R)  | Chet Holifield (D)        | Carlos J. Moorhead (R)   | Augustus F. Hawkins (D) | James C. Corman (D)    | Del M. Clawson (R)       | John H. Rousselot (R) | Charles E. Wiggins (R) | Thomas M. Rees (D)    | Barry Goldwater, Jr. (R)  | Alphonzo E. Bell, Jr. (R) | George E. Danielson (D) | Edward R. Roybal (D)    | Charles H. Wilson (D) | Craig Hosmer (R)      | Jerry L. Pettis (R)  | Richard T. Hanna (D)  | Glenn M. Anderson (D) | William M. Ketchum (R) | Yvonne B. Burke (D)   | George Brown, Jr. (D)  | Andrew J. Hinshaw (R)  | Bob Wilson (R)            | Lionel Van Deerlin (D) | Clair W. Burgener (R)  | Victor Veysey (R)     |
| 94th (1975–1977) |                         | Harold T. Johnson (D) | Donald H. Clausen (R) | John E. Moss (D)     | Robert L. Leggett (D) | John L. Burton (D) | Phillip Burton (D)       | George Miller (D)     | Ronald V. Dellums (D) | Pete Stark (D)  | Don Edwards (D)       | Leo Ryan (D)         | Paul N. McCloskey, Jr. (R) | Norman Mineta (D)         | John J. McFall (D)    | B. F. Sisk (D)     | Burt L. Talcott (R) | John Hans Krebs (D)        | William M. Ketchum (R) | Robert J. Lagomarsino (R) | Barry Goldwater, Jr. (R) | James C. Corman (D)     | Carlos J. Moorhead (R) | Thomas M. Rees (D)       | Henry Waxman (D)      | Edward R. Roybal (D)   | John H. Rousselot (R) | Alphonzo E. Bell, Jr. (R) | Yvonne B. Burke (D)       | Augustus F. Hawkins (D) | George E. Danielson (D) | Charles H. Wilson (D) | Glenn M. Anderson (D) | Del M. Clawson (R)   | Mark W. Hannaford (D) | James F. Lloyd (D)    | George Brown, Jr. (D)  | Jerry Lyle Pettis (R) | Jerry M. Patterson (D) | Charles E. Wiggins (R) | Andrew J. Hinshaw (R)     | Bob Wilson (R)         | Lionel Van Deerlin (D) | Clair W. Burgener (R) |
| 94th (1975–1977) | Shirley Neil Pettis (R) | Harold T. Johnson (D) | Donald H. Clausen (R) | John E. Moss (D)     | Robert L. Leggett (D) | John L. Burton (D) | Phillip Burton (D)       | George Miller (D)     | Ronald V. Dellums (D) | Pete Stark (D)  | Don Edwards (D)       | Leo Ryan (D)         | Paul N. McCloskey, Jr. (R) | Norman Mineta (D)         | John J. McFall (D)    | B. F. Sisk (D)     | Burt L. Talcott (R) | John Hans Krebs (D)        | William M. Ketchum (R) | Robert J. Lagomarsino (R) | Barry Goldwater, Jr. (R) | James C. Corman (D)     | Carlos J. Moorhead (R) | Thomas M. Rees (D)       | Henry Waxman (D)      | Edward R. Roybal (D)   | John H. Rousselot (R) | Alphonzo E. Bell, Jr. (R) | Yvonne B. Burke (D)       | Augustus F. Hawkins (D) | George E. Danielson (D) | Charles H. Wilson (D) | Glenn M. Anderson (D) | Del M. Clawson (R)   | Mark W. Hannaford (D) | James F. Lloyd (D)    | George Brown, Jr. (D)  |                       | Jerry M. Patterson (D) | Charles E. Wiggins (R) | Andrew J. Hinshaw (R)     | Bob Wilson (R)         | Lionel Van Deerlin (D) | Clair W. Burgener (R) |
| 95th (1977–1979) | 95th (1977–1979)        | Harold T. Johnson (D) | Donald H. Clausen (R) | John E. Moss (D)     | Robert L. Leggett (D) | John L. Burton (D) | Phillip Burton (D)       | George Miller (D)     | Ronald V. Dellums (D) | Pete Stark (D)  | Don Edwards (D)       | Leo Ryan (D)         | Paul N. McCloskey, Jr. (R) | Norman Mineta (D)         | John J. McFall (D)    | B. F. Sisk (D)     | Leon Panetta (D)    | John Hans Krebs (D)        | William M. Ketchum (R) | Robert J. Lagomarsino (R) | Barry Goldwater, Jr. (R) | James C. Corman (D)     | Carlos J. Moorhead (R) | Anthony C. Beilenson (D) | Henry Waxman (D)      | Edward R. Roybal (D)   | John H. Rousselot (R) | Robert K. Dornan (R)      | Yvonne B. Burke (D)       | Augustus F. Hawkins (D) | George E. Danielson (D) | Charles H. Wilson (D) | Glenn M. Anderson (D) | Del M. Clawson (R)   | Mark W. Hannaford (D) | James F. Lloyd (D)    | George Brown, Jr. (D)  | Robert E. Badham (R)  | Jerry M. Patterson (D) | Charles E. Wiggins (R) |                           | Bob Wilson (R)         | Lionel Van Deerlin (D) | Clair W. Burgener (R) |
| 96th (1979–1981) | 96th (1979–1981)        | Harold T. Johnson (D) | Donald H. Clausen (R) | Robert T. Matsui (D) | Victor H. Fazio (D)   | John L. Burton (D) | Phillip Burton (D)       | George Miller (D)     | Ronald V. Dellums (D) | Pete Stark (D)  | Don Edwards (D)       | William H. Royer (R) | Paul N. McCloskey, Jr. (R) | Norman Mineta (D)         | Norman D. Shumway (R) | Tony Coelho (D)    | Leon Panetta (D)    | Charles Pashayan, Jr. (R)  | William M. Thomas (R)  | Robert J. Lagomarsino (R) | Barry Goldwater, Jr. (R) | James C. Corman (D)     | Carlos J. Moorhead (R) | Anthony C. Beilenson (D) | Henry Waxman (D)      | Edward R. Roybal (D)   | John H. Rousselot (R) | Robert K. Dornan (R)      | Julian C. Dixon (D)       | Augustus F. Hawkins (D) | George E. Danielson (D) | Charles H. Wilson (D) | Glenn M. Anderson (D) | Wayne R. Grisham (R) | Daniel E. Lungren (R) | James F. Lloyd (D)    | George Brown, Jr. (D)  | Robert E. Badham (R)  | Jerry M. Patterson (D) | Jerry Lewis (R)        | William E. Dannemeyer (R) | Bob Wilson (R)         | Lionel Van Deerlin (D) | Clair W. Burgener (R) |
| 97th (1981–1983) |                         | Eugene A. Chappie (R) | Donald H. Clausen (R) | Robert T. Matsui (D) | Victor H. Fazio (D)   | John L. Burton (D) | Phillip Burton (D)       | George Miller (D)     | Ronald V. Dellums (D) | Pete Stark (D)  | Don Edwards (D)       | Tom Lantos (D)       | Paul N. McCloskey, Jr. (R) | Norman Mineta (D)         | Norman D. Shumway (R) | Tony Coelho (D)    | Leon Panetta (D)    | Charles Pashayan, Jr. (R)  | William M. Thomas (R)  | Robert J. Lagomarsino (R) | Barry Goldwater, Jr. (R) | Bobbi Fiedler (R)       | Carlos J. Moorhead (R) | Anthony C. Beilenson (D) | Henry Waxman (D)      | Edward R. Roybal (D)   | John H. Rousselot (R) | Robert K. Dornan (R)      | Julian C. Dixon (D)       | Augustus F. Hawkins (D) | George E. Danielson (D) | Mervyn M. Dymally (D) | Glenn M. Anderson (D) | Wayne R. Grisham (R) | Daniel E. Lungren (R) | David Dreier (R)      | George Brown, Jr. (D)  | Robert E. Badham (R)  | Jerry M. Patterson (D) | Jerry Lewis (R)        | William E. Dannemeyer (R) | Bill Lowery (R)        | Duncan Hunter (R)      | Clair W. Burgener (R) |
| 97th (1981–1983) | Matthew G. Martinez (D) | Eugene A. Chappie (R) | Donald H. Clausen (R) | Robert T. Matsui (D) | Victor H. Fazio (D)   | John L. Burton (D) | Phillip Burton (D)       | George Miller (D)     | Ronald V. Dellums (D) | Pete Stark (D)  | Don Edwards (D)       | Tom Lantos (D)       | Paul N. McCloskey, Jr. (R) | Norman Mineta (D)         | Norman D. Shumway (R) | Tony Coelho (D)    | Leon Panetta (D)    | Charles Pashayan, Jr. (R)  | William M. Thomas (R)  | Robert J. Lagomarsino (R) | Barry Goldwater, Jr. (R) | Bobbi Fiedler (R)       | Carlos J. Moorhead (R) | Anthony C. Beilenson (D) | Henry Waxman (D)      | Edward R. Roybal (D)   | John H. Rousselot (R) | Robert K. Dornan (R)      | Julian C. Dixon (D)       | Augustus F. Hawkins (D) |                         | Mervyn M. Dymally (D) | Glenn M. Anderson (D) | Wayne R. Grisham (R) | Daniel E. Lungren (R) | David Dreier (R)      | George Brown, Jr. (D)  | Robert E. Badham (R)  | Jerry M. Patterson (D) | Jerry Lewis (R)        | William E. Dannemeyer (R) | Bill Lowery (R)        | Duncan Hunter (R)      | Clair W. Burgener (R) |

### 1983 - 1993: 45 seats
| 98th (1983–1985)  |                   | Douglas H. Bosco (D) | Eugene A. Chappie (R) | Robert T. Matsui (D) | Victor H. Fazio (D) | Phillip Burton (D) | Barbara Boxer (D) | George Miller (D) | Ronald V. Dellums (D) | Pete Stark (D) | Don Edwards (D) | Tom Lantos (D) | Ed Zschau (R)        | Norman Mineta (D) | Norman D. Shumway (R) | Tony Coelho (D)      | Leon Panetta (D) | Charles Pashayan, Jr. (R) | Richard H. Lehman (D) | Robert J. Lagomarsino (R) | Bill Thomas (R) | Bobbi Fiedler (R)  | Carlos J. Moorhead (R) | Anthony C. Beilenson (D) | Henry Waxman (D) | Edward R. Roybal (D) | Howard L. Berman (D) | Mel Levine (D) | Julian C. Dixon (D) | Augustus F. Hawkins (D) | Matthew G. Martinez (D) | Mervyn M. Dymally (D) | Glenn M. Anderson (D) | David Dreier (R) | Esteban E. Torres (D) | Jerry Lewis (R) | George Brown, Jr. (D) | Alfred A. McCandless (R) | Jerry M. Patterson (D) | William E. Dannemeyer (R) | Robert E. Badham (R) | Bill Lowery (R) | Daniel E. Lungren (R) | Ron Packard (R) | Jim Bates (D) | Duncan Hunter (R) |
| 98th (1983–1985)  | Sala Burton (D)   | Douglas H. Bosco (D) | Eugene A. Chappie (R) | Robert T. Matsui (D) | Victor H. Fazio (D) |                    | Barbara Boxer (D) | George Miller (D) | Ronald V. Dellums (D) | Pete Stark (D) | Don Edwards (D) | Tom Lantos (D) | Ed Zschau (R)        | Norman Mineta (D) | Norman D. Shumway (R) | Tony Coelho (D)      | Leon Panetta (D) | Charles Pashayan, Jr. (R) | Richard H. Lehman (D) | Robert J. Lagomarsino (R) | Bill Thomas (R) | Bobbi Fiedler (R)  | Carlos J. Moorhead (R) | Anthony C. Beilenson (D) | Henry Waxman (D) | Edward R. Roybal (D) | Howard L. Berman (D) | Mel Levine (D) | Julian C. Dixon (D) | Augustus F. Hawkins (D) | Matthew G. Martinez (D) | Mervyn M. Dymally (D) | Glenn M. Anderson (D) | David Dreier (R) | Esteban E. Torres (D) | Jerry Lewis (R) | George Brown, Jr. (D) | Alfred A. McCandless (R) | Jerry M. Patterson (D) | William E. Dannemeyer (R) | Robert E. Badham (R) | Bill Lowery (R) | Daniel E. Lungren (R) | Ron Packard (R) | Jim Bates (D) | Duncan Hunter (R) |
| 99th (1985–1987)  |                   | Douglas H. Bosco (D) | Eugene A. Chappie (R) | Robert T. Matsui (D) | Victor H. Fazio (D) | Bob Dornan (R)     | Barbara Boxer (D) | George Miller (D) | Ronald V. Dellums (D) | Pete Stark (D) | Don Edwards (D) | Tom Lantos (D) | Ed Zschau (R)        | Norman Mineta (D) | Norman D. Shumway (R) | Tony Coelho (D)      | Leon Panetta (D) | Charles Pashayan, Jr. (R) | Richard H. Lehman (D) | Robert J. Lagomarsino (R) | Bill Thomas (R) | Bobbi Fiedler (R)  | Carlos J. Moorhead (R) | Anthony C. Beilenson (D) | Henry Waxman (D) | Edward R. Roybal (D) | Howard L. Berman (D) | Mel Levine (D) | Julian C. Dixon (D) | Augustus F. Hawkins (D) | Matthew G. Martinez (D) | Mervyn M. Dymally (D) | Glenn M. Anderson (D) | David Dreier (R) | Esteban E. Torres (D) | Jerry Lewis (R) | George Brown, Jr. (D) | Alfred A. McCandless (R) |                        | William E. Dannemeyer (R) | Robert E. Badham (R) | Bill Lowery (R) | Daniel E. Lungren (R) | Ron Packard (R) | Jim Bates (D) | Duncan Hunter (R) |
| 99th (1985–1987)  | Nancy Pelosi (D)  | Douglas H. Bosco (D) | Eugene A. Chappie (R) | Robert T. Matsui (D) | Victor H. Fazio (D) | Bob Dornan (R)     | Barbara Boxer (D) | George Miller (D) | Ronald V. Dellums (D) | Pete Stark (D) | Don Edwards (D) | Tom Lantos (D) | Ed Zschau (R)        | Norman Mineta (D) | Norman D. Shumway (R) | Tony Coelho (D)      | Leon Panetta (D) | Charles Pashayan, Jr. (R) | Richard H. Lehman (D) | Robert J. Lagomarsino (R) | Bill Thomas (R) | Bobbi Fiedler (R)  | Carlos J. Moorhead (R) | Anthony C. Beilenson (D) | Henry Waxman (D) | Edward R. Roybal (D) | Howard L. Berman (D) | Mel Levine (D) | Julian C. Dixon (D) | Augustus F. Hawkins (D) | Matthew G. Martinez (D) | Mervyn M. Dymally (D) | Glenn M. Anderson (D) | David Dreier (R) | Esteban E. Torres (D) | Jerry Lewis (R) | George Brown, Jr. (D) | Alfred A. McCandless (R) |                        | William E. Dannemeyer (R) | Robert E. Badham (R) | Bill Lowery (R) | Daniel E. Lungren (R) | Ron Packard (R) | Jim Bates (D) | Duncan Hunter (R) |
| 100th (1987–1989) | 100th (1987–1989) | Douglas H. Bosco (D) | Wally Herger (R)      | Robert T. Matsui (D) | Victor H. Fazio (D) | Bob Dornan (R)     | Barbara Boxer (D) | George Miller (D) | Ronald V. Dellums (D) | Pete Stark (D) | Don Edwards (D) | Tom Lantos (D) | Ernest L. Konnyu (R) | Norman Mineta (D) | Norman D. Shumway (R) | Tony Coelho (D)      | Leon Panetta (D) | Charles Pashayan, Jr. (R) | Richard H. Lehman (D) | Robert J. Lagomarsino (R) | Bill Thomas (R) | Elton Gallegly (R) | Carlos J. Moorhead (R) | Anthony C. Beilenson (D) | Henry Waxman (D) | Edward R. Roybal (D) | Howard L. Berman (D) | Mel Levine (D) | Julian C. Dixon (D) | Augustus F. Hawkins (D) | Matthew G. Martinez (D) | Mervyn M. Dymally (D) | Glenn M. Anderson (D) | David Dreier (R) | Esteban E. Torres (D) | Jerry Lewis (R) | George Brown, Jr. (D) | Alfred A. McCandless (R) |                        | William E. Dannemeyer (R) | Robert E. Badham (R) | Bill Lowery (R) | Daniel E. Lungren (R) | Ron Packard (R) | Jim Bates (D) | Duncan Hunter (R) |
| 101st (1989–1991) |                   | Douglas H. Bosco (D) | Wally Herger (R)      | Robert T. Matsui (D) | Victor H. Fazio (D) | Bob Dornan (R)     | Barbara Boxer (D) | George Miller (D) | Ronald V. Dellums (D) | Pete Stark (D) | Don Edwards (D) | Tom Lantos (D) | Tom Campbell (R)     | Norman Mineta (D) | Norman D. Shumway (R) | Tony Coelho (D)      | Leon Panetta (D) | Charles Pashayan, Jr. (R) | Richard H. Lehman (D) | Robert J. Lagomarsino (R) | Bill Thomas (R) | Elton Gallegly (R) | Carlos J. Moorhead (R) | Anthony C. Beilenson (D) | Henry Waxman (D) | Edward R. Roybal (D) | Howard L. Berman (D) | Mel Levine (D) | Julian C. Dixon (D) | Augustus F. Hawkins (D) | Matthew G. Martinez (D) | Mervyn M. Dymally (D) | Glenn M. Anderson (D) | David Dreier (R) | Esteban E. Torres (D) | Jerry Lewis (R) | George Brown, Jr. (D) | Alfred A. McCandless (R) | Christopher Cox (R)    | William E. Dannemeyer (R) | Dana Rohrabacher (R) | Bill Lowery (R) |                       | Ron Packard (R) | Jim Bates (D) | Duncan Hunter (R) |
| 101st (1989–1991) | Gary Condit (D)   | Douglas H. Bosco (D) | Wally Herger (R)      | Robert T. Matsui (D) | Victor H. Fazio (D) | Bob Dornan (R)     | Barbara Boxer (D) | George Miller (D) | Ronald V. Dellums (D) | Pete Stark (D) | Don Edwards (D) | Tom Lantos (D) | Tom Campbell (R)     | Norman Mineta (D) | Norman D. Shumway (R) |                      | Leon Panetta (D) | Charles Pashayan, Jr. (R) | Richard H. Lehman (D) | Robert J. Lagomarsino (R) | Bill Thomas (R) | Elton Gallegly (R) | Carlos J. Moorhead (R) | Anthony C. Beilenson (D) | Henry Waxman (D) | Edward R. Roybal (D) | Howard L. Berman (D) | Mel Levine (D) | Julian C. Dixon (D) | Augustus F. Hawkins (D) | Matthew G. Martinez (D) | Mervyn M. Dymally (D) | Glenn M. Anderson (D) | David Dreier (R) | Esteban E. Torres (D) | Jerry Lewis (R) | George Brown, Jr. (D) | Alfred A. McCandless (R) | Christopher Cox (R)    | William E. Dannemeyer (R) | Dana Rohrabacher (R) | Bill Lowery (R) |                       | Ron Packard (R) | Jim Bates (D) | Duncan Hunter (R) |
| 102nd (1991–1993) | 102nd (1991–1993) | Frank D. Riggs (R)   | Wally Herger (R)      | Robert T. Matsui (D) | Victor H. Fazio (D) | Bob Dornan (R)     | Barbara Boxer (D) | George Miller (D) | Ronald V. Dellums (D) | Pete Stark (D) | Don Edwards (D) | Tom Lantos (D) | Tom Campbell (R)     | Norman Mineta (D) | John Doolittle (R)    | Calvin M. Dooley (D) | Leon Panetta (D) | Maxine Waters (D)         | Richard H. Lehman (D) | Robert J. Lagomarsino (R) | Bill Thomas (R) | Elton Gallegly (R) | Carlos J. Moorhead (R) | Anthony C. Beilenson (D) | Henry Waxman (D) | Edward R. Roybal (D) | Howard L. Berman (D) | Mel Levine (D) | Julian C. Dixon (D) | Randy Cunningham (R)    | Matthew G. Martinez (D) | Mervyn M. Dymally (D) | Glenn M. Anderson (D) | David Dreier (R) | Esteban E. Torres (D) | Jerry Lewis (R) | George Brown, Jr. (D) | Alfred A. McCandless (R) | Christopher Cox (R)    | William E. Dannemeyer (R) | Dana Rohrabacher (R) | Bill Lowery (R) |                       | Ron Packard (R) |               | Duncan Hunter (R) |

### 1993 - 2003: 52 seats
| 103rd (1993–1995) |                   | Daniel Hamburg (D) | Wally Herger (R) | Victor H. Fazio (D) | John T. Doolittle (R) | Robert T. Matsui (D) | Lynn C. Woolsey (D) | George Miller (D) | Nancy Pelosi (D) | Ronald V. Dellums (D) | William P. Baker (R)  | Richard W. Pombo (R) | Tom Lantos (D) | Pete Stark (D) | Anna G. Eshoo (D) | Norman Y. Mineta (D) | Don Edwards (D) | Leon Panetta (D)      | Gary A. Condit (D) | Richard H. Lehman (D)   | Calvin M. Dooley (D) | William M. Thomas (R) | Michael Huffington (R) | Elton Gallegly (R) | Anthony C. Beilenson (D) | Howard "Buck" McKeon (R) | Howard L. Berman (D) | Carlos J. Moorhead (R) | David Dreier (R) | Henry Waxman (D) | Xavier Becerra (D) | Matthew G. Martinez (D) | Julian C. Dixon (D) | Lucille Roybal-Allard (D) | Esteban E. Torres (D)   | Maxine Waters (D) | Jane Harman (D)          | Walter R. Tucker III (D)       | Steve Horn (R) | Ed Royce (R) | Jerry Lewis (R) | Jay C. Kim (R)     | George Brown, Jr. (D) | Ken Calvert (R) | Alfred A. McCandless (R) | Dana Rohrabacher (R) | Bob Dornan (R)      | Christopher Cox (R) | Ron Packard (R) | Lynn Schenk (D) | Bob Filner (D) | Randy Cunningham (R) | Duncan Hunter (R) |
| 103rd (1993–1995) | Sam Farr (D)      | Daniel Hamburg (D) | Wally Herger (R) | Victor H. Fazio (D) | John T. Doolittle (R) | Robert T. Matsui (D) | Lynn C. Woolsey (D) | George Miller (D) | Nancy Pelosi (D) | Ronald V. Dellums (D) | William P. Baker (R)  | Richard W. Pombo (R) | Tom Lantos (D) | Pete Stark (D) | Anna G. Eshoo (D) | Norman Y. Mineta (D) | Don Edwards (D) |                       | Gary A. Condit (D) | Richard H. Lehman (D)   | Calvin M. Dooley (D) | William M. Thomas (R) | Michael Huffington (R) | Elton Gallegly (R) | Anthony C. Beilenson (D) | Howard "Buck" McKeon (R) | Howard L. Berman (D) | Carlos J. Moorhead (R) | David Dreier (R) | Henry Waxman (D) | Xavier Becerra (D) | Matthew G. Martinez (D) | Julian C. Dixon (D) | Lucille Roybal-Allard (D) | Esteban E. Torres (D)   | Maxine Waters (D) | Jane Harman (D)          | Walter R. Tucker III (D)       | Steve Horn (R) | Ed Royce (R) | Jerry Lewis (R) | Jay C. Kim (R)     | George Brown, Jr. (D) | Ken Calvert (R) | Alfred A. McCandless (R) | Dana Rohrabacher (R) | Bob Dornan (R)      | Christopher Cox (R) | Ron Packard (R) | Lynn Schenk (D) | Bob Filner (D) | Randy Cunningham (R) | Duncan Hunter (R) |
| 104th (1995–1997) |                   | Frank D. Riggs (R) | Wally Herger (R) | Victor H. Fazio (D) | John T. Doolittle (R) | Robert T. Matsui (D) | Lynn C. Woolsey (D) | George Miller (D) | Nancy Pelosi (D) | Ronald V. Dellums (D) | William P. Baker (R)  | Richard W. Pombo (R) | Tom Lantos (D) | Pete Stark (D) | Anna G. Eshoo (D) | Norman Y. Mineta (D) | Zoe Lofgren (D) | George Radanovich (R) | Gary A. Condit (D) | Andrea H. Seastrand (R) | Calvin M. Dooley (D) | William M. Thomas (R) | Sonny Bono (R)         | Elton Gallegly (R) | Anthony C. Beilenson (D) | Howard "Buck" McKeon (R) | Howard L. Berman (D) | Carlos J. Moorhead (R) | David Dreier (R) | Henry Waxman (D) | Xavier Becerra (D) | Matthew G. Martinez (D) | Julian C. Dixon (D) | Lucille Roybal-Allard (D) | Esteban E. Torres (D)   | Maxine Waters (D) | Jane Harman (D)          | Walter R. Tucker III (D)       | Steve Horn (R) | Ed Royce (R) | Jerry Lewis (R) | Jay C. Kim (R)     | George Brown, Jr. (D) | Ken Calvert (R) | Brian P. Bilbray (R)     | Dana Rohrabacher (R) | Bob Dornan (R)      | Christopher Cox (R) | Ron Packard (R) |                 | Bob Filner (D) | Randy Cunningham (R) | Duncan Hunter (R) |
| 104th (1995–1997) |                   | Frank D. Riggs (R) | Wally Herger (R) | Victor H. Fazio (D) | John T. Doolittle (R) | Robert T. Matsui (D) | Lynn C. Woolsey (D) | George Miller (D) | Nancy Pelosi (D) | Ronald V. Dellums (D) | William P. Baker (R)  | Richard W. Pombo (R) | Tom Lantos (D) | Pete Stark (D) | Anna G. Eshoo (D) | Tom Campbell (R)     | Zoe Lofgren (D) | George Radanovich (R) | Gary A. Condit (D) | Andrea H. Seastrand (R) | Calvin M. Dooley (D) | William M. Thomas (R) | Sonny Bono (R)         | Elton Gallegly (R) | Anthony C. Beilenson (D) | Howard "Buck" McKeon (R) | Howard L. Berman (D) | Carlos J. Moorhead (R) | David Dreier (R) | Henry Waxman (D) | Xavier Becerra (D) | Matthew G. Martinez (D) | Julian C. Dixon (D) | Lucille Roybal-Allard (D) | Esteban E. Torres (D)   | Maxine Waters (D) | Jane Harman (D)          | Juanita Millender-McDonald (D) | Steve Horn (R) | Ed Royce (R) | Jerry Lewis (R) | Jay C. Kim (R)     | George Brown, Jr. (D) | Ken Calvert (R) | Brian P. Bilbray (R)     | Dana Rohrabacher (R) | Bob Dornan (R)      | Christopher Cox (R) | Ron Packard (R) |                 | Bob Filner (D) | Randy Cunningham (R) | Duncan Hunter (R) |
| 105th (1997–1999) |                   | Frank D. Riggs (R) | Wally Herger (R) | Victor H. Fazio (D) | John T. Doolittle (R) | Robert T. Matsui (D) | Lynn C. Woolsey (D) | George Miller (D) | Nancy Pelosi (D) | Ronald V. Dellums (D) | Ellen O. Tauscher (D) | Richard W. Pombo (R) | Tom Lantos (D) | Pete Stark (D) | Anna G. Eshoo (D) | Tom Campbell (R)     | Zoe Lofgren (D) | George Radanovich (R) | Gary A. Condit (D) | Walter H. Capps (D)     | Calvin M. Dooley (D) | William M. Thomas (R) | Sonny Bono (R)         | Elton Gallegly (R) | Brad Sherman (D)         | Howard "Buck" McKeon (R) | Howard L. Berman (D) | James E. Rogan (R)     | David Dreier (R) | Henry Waxman (D) | Xavier Becerra (D) | Matthew G. Martinez (D) | Julian C. Dixon (D) | Lucille Roybal-Allard (D) | Esteban E. Torres (D)   | Maxine Waters (D) | Jane Harman (D)          | Juanita Millender-McDonald (D) | Steve Horn (R) | Ed Royce (R) | Jerry Lewis (R) | Jay C. Kim (R)     | George Brown, Jr. (D) | Ken Calvert (R) | Brian P. Bilbray (R)     | Dana Rohrabacher (R) | Loretta Sanchez (D) | Christopher Cox (R) | Ron Packard (R) |                 | Bob Filner (D) | Randy Cunningham (R) | Duncan Hunter (R) |
| 105th (1997–1999) |                   | Frank D. Riggs (R) | Wally Herger (R) | Victor H. Fazio (D) | John T. Doolittle (R) | Robert T. Matsui (D) | Lynn C. Woolsey (D) | George Miller (D) | Nancy Pelosi (D) | Barbara Lee (D)       | Ellen O. Tauscher (D) | Richard W. Pombo (R) | Tom Lantos (D) | Pete Stark (D) | Anna G. Eshoo (D) | Tom Campbell (R)     | Zoe Lofgren (D) | George Radanovich (R) | Gary A. Condit (D) | Lois Capps (D)          | Calvin M. Dooley (D) | William M. Thomas (R) | Mary Bono (R)          | Elton Gallegly (R) | Brad Sherman (D)         | Howard "Buck" McKeon (R) | Howard L. Berman (D) | James E. Rogan (R)     | David Dreier (R) | Henry Waxman (D) | Xavier Becerra (D) | Matthew G. Martinez (D) | Julian C. Dixon (D) | Lucille Roybal-Allard (D) | Esteban E. Torres (D)   | Maxine Waters (D) | Jane Harman (D)          | Juanita Millender-McDonald (D) | Steve Horn (R) | Ed Royce (R) | Jerry Lewis (R) | Jay C. Kim (R)     | George Brown, Jr. (D) | Ken Calvert (R) | Brian P. Bilbray (R)     | Dana Rohrabacher (R) | Loretta Sanchez (D) | Christopher Cox (R) | Ron Packard (R) |                 | Bob Filner (D) | Randy Cunningham (R) | Duncan Hunter (R) |
| 106th (1999–2001) |                   | Mike Thompson (D)  | Wally Herger (R) | Doug Ose (R)        | John T. Doolittle (R) | Robert T. Matsui (D) | Lynn C. Woolsey (D) | George Miller (D) | Nancy Pelosi (D) | Barbara Lee (D)       | Ellen O. Tauscher (D) | Richard W. Pombo (R) | Tom Lantos (D) | Pete Stark (D) | Anna G. Eshoo (D) | Tom Campbell (R)     | Zoe Lofgren (D) | George Radanovich (R) | Gary A. Condit (D) | Lois Capps (D)          | Calvin M. Dooley (D) | William M. Thomas (R) | Mary Bono (R)          | Elton Gallegly (R) | Brad Sherman (D)         | Howard "Buck" McKeon (R) | Howard L. Berman (D) | James E. Rogan (R)     | David Dreier (R) | Henry Waxman (D) | Xavier Becerra (D) | Matthew G. Martinez (D) | Julian C. Dixon (D) | Lucille Roybal-Allard (D) | Grace F. Napolitano (D) | Maxine Waters (D) | Steven T. Kuykendall (R) | Juanita Millender-McDonald (D) | Steve Horn (R) | Ed Royce (R) | Jerry Lewis (R) | Gary G. Miller (R) | George Brown, Jr. (D) | Ken Calvert (R) | Brian P. Bilbray (R)     | Dana Rohrabacher (R) | Loretta Sanchez (D) | Christopher Cox (R) | Ron Packard (R) |                 | Bob Filner (D) | Randy Cunningham (R) | Duncan Hunter (R) |
| 106th (1999–2001) | Joe Baca (D)      | Mike Thompson (D)  | Wally Herger (R) | Doug Ose (R)        | John T. Doolittle (R) | Robert T. Matsui (D) | Lynn C. Woolsey (D) | George Miller (D) | Nancy Pelosi (D) | Barbara Lee (D)       | Ellen O. Tauscher (D) | Richard W. Pombo (R) | Tom Lantos (D) | Pete Stark (D) | Anna G. Eshoo (D) | Tom Campbell (R)     | Zoe Lofgren (D) | George Radanovich (R) | Gary A. Condit (D) | Lois Capps (D)          | Calvin M. Dooley (D) | William M. Thomas (R) | Mary Bono (R)          | Elton Gallegly (R) | Brad Sherman (D)         | Howard "Buck" McKeon (R) | Howard L. Berman (D) | James E. Rogan (R)     | David Dreier (R) | Henry Waxman (D) | Xavier Becerra (D) | Matthew G. Martinez (D) | Julian C. Dixon (D) | Lucille Roybal-Allard (D) | Grace F. Napolitano (D) | Maxine Waters (D) | Steven T. Kuykendall (R) | Juanita Millender-McDonald (D) | Steve Horn (R) | Ed Royce (R) | Jerry Lewis (R) | Gary G. Miller (R) |                       | Ken Calvert (R) | Brian P. Bilbray (R)     | Dana Rohrabacher (R) | Loretta Sanchez (D) | Christopher Cox (R) | Ron Packard (R) |                 | Bob Filner (D) | Randy Cunningham (R) | Duncan Hunter (R) |
| 107th (2001–2003) | 107th (2001–2003) | Mike Thompson (D)  | Wally Herger (R) | Doug Ose (R)        | John T. Doolittle (R) | Robert T. Matsui (D) | Lynn C. Woolsey (D) | George Miller (D) | Nancy Pelosi (D) | Barbara Lee (D)       | Ellen O. Tauscher (D) | Richard W. Pombo (R) | Tom Lantos (D) | Pete Stark (D) | Anna G. Eshoo (D) | Mike Honda (D)       | Zoe Lofgren (D) | George Radanovich (R) | Gary A. Condit (D) | Lois Capps (D)          | Calvin M. Dooley (D) | William M. Thomas (R) | Mary Bono (R)          | Elton Gallegly (R) | Brad Sherman (D)         | Howard "Buck" McKeon (R) | Howard L. Berman (D) | Adam B. Schiff (D)     | David Dreier (R) | Henry Waxman (D) | Xavier Becerra (D) | Hilda L. Solis (D)      | Diane E. Watson (D) | Lucille Roybal-Allard (D) | Grace F. Napolitano (D) | Maxine Waters (D) | Jane Harman (D)          | Juanita Millender-McDonald (D) | Steve Horn (R) | Ed Royce (R) | Jerry Lewis (R) | Gary G. Miller (R) | Darrell E. Issa (R)   | Ken Calvert (R) | Susan A. Davis (D)       | Dana Rohrabacher (R) | Loretta Sanchez (D) | Christopher Cox (R) |                 |                 | Bob Filner (D) | Randy Cunningham (R) | Duncan Hunter (R) |

### 2003 - present: 53 seats
After the 2000 U.S. census, California gained one seat. The 2010 U.S. census, however, kept the state's apportionment at 53 seats. 
In 2012, owing to a new reapportionment method, some incumbent members chose to run in differently numbered districts (typically within a similar geographic region, with some changing their residence) and owing to a new open primary system, some incumbents were placed against opponents of their own party in the general election. For details concerning these changes and the specific effects upon the 2012 election see Politics of California.
| 108th (2003–2005) | 108th (2003–2005) | Mike Thompson (D) | Wally Herger (R)  | Doug Ose (R)       | John T. Doolittle (R) | Robert T. Matsui (D) | Lynn C. Woolsey (D) | George Miller (D) | Nancy Pelosi (D) | Barbara Lee (D)    | Ellen O. Tauscher (D) | Richard W. Pombo (R) | Tom Lantos (D)       | Pete Stark (D)  | Anna G. Eshoo (D) | Mike Honda (D)    | Zoe Lofgren (D) | Sam Farr (D)   | Dennis Cardoza (D) | George Radanovich (R) | Calvin M. Dooley (D) | Devin Nunes (R)   | Bill Thomas (R)    | Lois Capps (D)     | Elton Gallegly (R) | Howard McKeon (R) | David Dreier (R)   | Brad Sherman (D) | Howard L. Berman (D) | Adam B. Schiff (D) | Henry Waxman (D) | Xavier Becerra (D) | Hilda L. Solis (D)   | Diane E. Watson (D) | Lucille Roybal-Allard (D) | Maxine Waters (D)         | Jane Harman (D) | Juanita Millender-McDonald (D) | Grace F. Napolitano (D) | Linda T. Sánchez (D) | Edward R. Royce (R)       | Jerry Lewis (R) | Gary G. Miller (R) | Joe Baca (D)      | Ken Calvert (R) | Mary Bono Mack (R) | Dana Rohrabacher (R) | Loretta Sanchez (D) | Christopher Cox (R)  | Darrell Issa (R) | Duke Cunningham (R)  | Bob Filner (D)  | Duncan D. Hunter (R) | Susan Davis (D) |
| 109th (2005–2007) |                   | Mike Thompson (D) | Wally Herger (R)  | Dan Lungren (R)    | John T. Doolittle (R) | Doris Matsui (D)     | Lynn C. Woolsey (D) | George Miller (D) | Nancy Pelosi (D) | Barbara Lee (D)    | Ellen O. Tauscher (D) | Richard W. Pombo (R) | Tom Lantos (D)       | Pete Stark (D)  | Anna G. Eshoo (D) | Mike Honda (D)    | Zoe Lofgren (D) | Sam Farr (D)   | Dennis Cardoza (D) | George Radanovich (R) | Jim Costa (D)        | Devin Nunes (R)   | Bill Thomas (R)    | Lois Capps (D)     | Elton Gallegly (R) | Howard McKeon (R) | David Dreier (R)   | Brad Sherman (D) | Howard L. Berman (D) | Adam B. Schiff (D) | Henry Waxman (D) | Xavier Becerra (D) | Hilda L. Solis (D)   | Diane E. Watson (D) | Lucille Roybal-Allard (D) | Maxine Waters (D)         | Jane Harman (D) | Juanita Millender-McDonald (D) | Grace F. Napolitano (D) | Linda T. Sánchez (D) | Edward R. Royce (R)       | Jerry Lewis (R) | Gary G. Miller (R) | Joe Baca (D)      | Ken Calvert (R) | Mary Bono Mack (R) | Dana Rohrabacher (R) | Loretta Sanchez (D) | Christopher Cox (R)  | Darrell Issa (R) | Duke Cunningham (R)  | Bob Filner (D)  | Duncan D. Hunter (R) | Susan Davis (D) |
| 109th (2005–2007) |                   | Mike Thompson (D) | Wally Herger (R)  | Dan Lungren (R)    | John T. Doolittle (R) | Doris Matsui (D)     | Lynn C. Woolsey (D) | George Miller (D) | Nancy Pelosi (D) | Barbara Lee (D)    | Ellen O. Tauscher (D) | Richard W. Pombo (R) | Tom Lantos (D)       | Pete Stark (D)  | Anna G. Eshoo (D) | Mike Honda (D)    | Zoe Lofgren (D) | Sam Farr (D)   | Dennis Cardoza (D) | George Radanovich (R) | Jim Costa (D)        | Devin Nunes (R)   | Bill Thomas (R)    | Lois Capps (D)     | Elton Gallegly (R) | Howard McKeon (R) | David Dreier (R)   | Brad Sherman (D) | Howard L. Berman (D) | Adam B. Schiff (D) | Henry Waxman (D) | Xavier Becerra (D) | Hilda L. Solis (D)   | Diane E. Watson (D) | Lucille Roybal-Allard (D) | Maxine Waters (D)         | Jane Harman (D) | Juanita Millender-McDonald (D) | Grace F. Napolitano (D) | Linda T. Sánchez (D) | Edward R. Royce (R)       | Jerry Lewis (R) | Gary G. Miller (R) | Joe Baca (D)      | Ken Calvert (R) | Mary Bono Mack (R) | Dana Rohrabacher (R) | Loretta Sanchez (D) | John Campbell (R)    | Darrell Issa (R) | Brian P. Bilbray (R) | Bob Filner (D)  | Duncan D. Hunter (R) | Susan Davis (D) |
| 110th (2007–2009) |                   | Mike Thompson (D) | Wally Herger (R)  | Dan Lungren (R)    | John T. Doolittle (R) | Doris Matsui (D)     | Lynn C. Woolsey (D) | George Miller (D) | Nancy Pelosi (D) | Barbara Lee (D)    | Ellen O. Tauscher (D) | Jerry McNerney (D)   | Tom Lantos (D)       | Pete Stark (D)  | Anna G. Eshoo (D) | Mike Honda (D)    | Zoe Lofgren (D) | Sam Farr (D)   | Dennis Cardoza (D) | George Radanovich (R) | Jim Costa (D)        | Devin Nunes (R)   | Kevin McCarthy (R) | Lois Capps (D)     | Elton Gallegly (R) | Howard McKeon (R) | David Dreier (R)   | Brad Sherman (D) | Howard L. Berman (D) | Adam B. Schiff (D) | Henry Waxman (D) | Xavier Becerra (D) | Hilda L. Solis (D)   | Diane E. Watson (D) | Lucille Roybal-Allard (D) | Maxine Waters (D)         | Jane Harman (D) | Laura Richardson (D)           | Grace F. Napolitano (D) | Linda T. Sánchez (D) | Edward R. Royce (R)       | Jerry Lewis (R) | Gary G. Miller (R) | Joe Baca (D)      | Ken Calvert (R) | Mary Bono Mack (R) | Dana Rohrabacher (R) | Loretta Sanchez (D) | John Campbell (R)    | Darrell Issa (R) | Brian P. Bilbray (R) | Bob Filner (D)  | Duncan D. Hunter (R) | Susan Davis (D) |
| 110th (2007–2009) | Jackie Speier (D) | Mike Thompson (D) | Wally Herger (R)  | Dan Lungren (R)    | John T. Doolittle (R) | Doris Matsui (D)     | Lynn C. Woolsey (D) | George Miller (D) | Nancy Pelosi (D) | Barbara Lee (D)    | Ellen O. Tauscher (D) | Jerry McNerney (D)   |                      | Pete Stark (D)  | Anna G. Eshoo (D) | Mike Honda (D)    | Zoe Lofgren (D) | Sam Farr (D)   | Dennis Cardoza (D) | George Radanovich (R) | Jim Costa (D)        | Devin Nunes (R)   | Kevin McCarthy (R) | Lois Capps (D)     | Elton Gallegly (R) | Howard McKeon (R) | David Dreier (R)   | Brad Sherman (D) | Howard L. Berman (D) | Adam B. Schiff (D) | Henry Waxman (D) | Xavier Becerra (D) | Hilda L. Solis (D)   | Diane E. Watson (D) | Lucille Roybal-Allard (D) | Maxine Waters (D)         | Jane Harman (D) | Laura Richardson (D)           | Grace F. Napolitano (D) | Linda T. Sánchez (D) | Edward R. Royce (R)       | Jerry Lewis (R) | Gary G. Miller (R) | Joe Baca (D)      | Ken Calvert (R) | Mary Bono Mack (R) | Dana Rohrabacher (R) | Loretta Sanchez (D) | John Campbell (R)    | Darrell Issa (R) | Brian P. Bilbray (R) | Bob Filner (D)  | Duncan D. Hunter (R) | Susan Davis (D) |
| 111th (2009–2011) |                   | Mike Thompson (D) | Wally Herger (R)  | Dan Lungren (R)    | Tom McClintock (R)    | Doris Matsui (D)     | Lynn C. Woolsey (D) | George Miller (D) | Nancy Pelosi (D) | Barbara Lee (D)    | Ellen O. Tauscher (D) | Jerry McNerney (D)   | Duncan D. Hunter (R) | Pete Stark (D)  | Anna G. Eshoo (D) | Mike Honda (D)    | Zoe Lofgren (D) | Sam Farr (D)   | Dennis Cardoza (D) | George Radanovich (R) | Jim Costa (D)        | Devin Nunes (R)   | Kevin McCarthy (R) | Lois Capps (D)     | Elton Gallegly (R) | Howard McKeon (R) | David Dreier (R)   | Brad Sherman (D) | Howard L. Berman (D) | Adam B. Schiff (D) | Henry Waxman (D) | Xavier Becerra (D) | Hilda L. Solis (D)   | Diane E. Watson (D) | Lucille Roybal-Allard (D) | Maxine Waters (D)         | Jane Harman (D) | Laura Richardson (D)           | Grace F. Napolitano (D) | Linda T. Sánchez (D) | Edward R. Royce (R)       | Jerry Lewis (R) | Gary G. Miller (R) | Joe Baca (D)      | Ken Calvert (R) | Mary Bono Mack (R) | Dana Rohrabacher (R) | Loretta Sanchez (D) | John Campbell (R)    | Darrell Issa (R) | Brian P. Bilbray (R) | Bob Filner (D)  |                      | Susan Davis (D) |
| 111th (2009–2011) |                   | Mike Thompson (D) | Wally Herger (R)  | Dan Lungren (R)    | Tom McClintock (R)    | Doris Matsui (D)     | Lynn C. Woolsey (D) | George Miller (D) | Nancy Pelosi (D) | Barbara Lee (D)    | John Garamendi (D)    | Jerry McNerney (D)   | Duncan D. Hunter (R) | Pete Stark (D)  | Anna G. Eshoo (D) | Mike Honda (D)    | Zoe Lofgren (D) | Sam Farr (D)   | Dennis Cardoza (D) | George Radanovich (R) | Jim Costa (D)        | Devin Nunes (R)   | Kevin McCarthy (R) | Lois Capps (D)     | Elton Gallegly (R) | Howard McKeon (R) | David Dreier (R)   | Brad Sherman (D) | Howard L. Berman (D) | Adam B. Schiff (D) | Henry Waxman (D) | Xavier Becerra (D) | Judy Chu (D)         | Diane E. Watson (D) | Lucille Roybal-Allard (D) | Maxine Waters (D)         | Jane Harman (D) | Laura Richardson (D)           | Grace F. Napolitano (D) | Linda T. Sánchez (D) | Edward R. Royce (R)       | Jerry Lewis (R) | Gary G. Miller (R) | Joe Baca (D)      | Ken Calvert (R) | Mary Bono Mack (R) | Dana Rohrabacher (R) | Loretta Sanchez (D) | John Campbell (R)    | Darrell Issa (R) | Brian P. Bilbray (R) | Bob Filner (D)  |                      | Susan Davis (D) |
| 112th (2011–2013) |                   | Mike Thompson (D) | Wally Herger (R)  | Dan Lungren (R)    | Tom McClintock (R)    | Doris Matsui (D)     | Lynn C. Woolsey (D) | George Miller (D) | Nancy Pelosi (D) | Barbara Lee (D)    | John Garamendi (D)    | Jerry McNerney (D)   | Duncan D. Hunter (R) | Pete Stark (D)  | Anna G. Eshoo (D) | Mike Honda (D)    | Zoe Lofgren (D) | Sam Farr (D)   | Dennis Cardoza (D) | Jeff Denham (R)       | Jim Costa (D)        | Devin Nunes (R)   | Kevin McCarthy (R) | Lois Capps (D)     | Elton Gallegly (R) | Howard McKeon (R) | David Dreier (R)   | Brad Sherman (D) | Howard L. Berman (D) | Adam B. Schiff (D) | Henry Waxman (D) | Xavier Becerra (D) | Judy Chu (D)         | Karen Bass (D)      | Lucille Roybal-Allard (D) | Maxine Waters (D)         | Jane Harman (D) | Laura Richardson (D)           | Grace F. Napolitano (D) | Linda T. Sánchez (D) | Edward R. Royce (R)       | Jerry Lewis (R) | Gary G. Miller (R) | Joe Baca (D)      | Ken Calvert (R) | Mary Bono Mack (R) | Dana Rohrabacher (R) | Loretta Sanchez (D) | John Campbell (R)    | Darrell Issa (R) | Brian P. Bilbray (R) | Bob Filner (D)  |                      | Susan Davis (D) |
| 112th (2011–2013) | Janice Hahn (D)   | Mike Thompson (D) | Wally Herger (R)  | Dan Lungren (R)    | Tom McClintock (R)    | Doris Matsui (D)     | Lynn C. Woolsey (D) | George Miller (D) | Nancy Pelosi (D) | Barbara Lee (D)    | John Garamendi (D)    | Jerry McNerney (D)   | Duncan D. Hunter (R) | Pete Stark (D)  | Anna G. Eshoo (D) | Mike Honda (D)    | Zoe Lofgren (D) | Sam Farr (D)   | Dennis Cardoza (D) | Jeff Denham (R)       | Jim Costa (D)        | Devin Nunes (R)   | Kevin McCarthy (R) | Lois Capps (D)     | Elton Gallegly (R) | Howard McKeon (R) | David Dreier (R)   | Brad Sherman (D) | Howard L. Berman (D) | Adam B. Schiff (D) | Henry Waxman (D) | Xavier Becerra (D) | Judy Chu (D)         | Karen Bass (D)      | Lucille Roybal-Allard (D) | Maxine Waters (D)         |                 | Laura Richardson (D)           | Grace F. Napolitano (D) | Linda T. Sánchez (D) | Edward R. Royce (R)       | Jerry Lewis (R) | Gary G. Miller (R) | Joe Baca (D)      | Ken Calvert (R) | Mary Bono Mack (R) | Dana Rohrabacher (R) | Loretta Sanchez (D) | John Campbell (R)    | Darrell Issa (R) | Brian P. Bilbray (R) | Bob Filner (D)  |                      | Susan Davis (D) |
| 113th (2013–2015) | 113th (2013–2015) | Doug LaMalfa (R)  | Jared Huffman (D) | John Garamendi (D) | Tom McClintock (R)    | Mike Thompson (D)    | Doris Matsui (D)    | Ami Bera (D)      | Paul Cook (R)    | Jerry McNerney (D) | Jeff Denham (R)       | George Miller (D)    | Nancy Pelosi (D)     | Barbara Lee (D) | Jackie Speier (D) | Eric Swalwell (D) | Jim Costa (D)   | Mike Honda (D) | Anna Eshoo (D)     | Zoe Lofgren (D)       | Sam Farr (D)         | David Valadao (R) | Devin Nunes (R)    | Kevin McCarthy (R) | Lois Capps (D)     | Howard McKeon (R) | Julia Brownley (D) | Judy Chu (D)     | Adam Schiff (D)      | Tony Cardenas (D)  | Brad Sherman (D) | Gary Miller (R)    | Grace Napolitano (D) | Henry Waxman (D)    | Xavier Becerra (D)        | Gloria Negrete McLeod (D) | Raul Ruiz (D)   | Karen Bass (D)                 | Linda T. Sánchez (D)    | Ed Royce (R)         | Lucille Roybal-Allard (D) | Mark Takano (D) | Ken Calvert (R)    | Maxine Waters (D) | Janice Hahn (D) | John Campbell (R)  | Loretta Sánchez (D)  | Alan Lowenthal (D)  | Dana Rohrabacher (R) | Darrell Issa (R) | Duncan D. Hunter (R) | Juan Vargas (D) | Scott Peters (D)     | Susan Davis (D) |